# Земля
Земля́ — третья по удалённости от Солнца планета Солнечной системы. Самая плотная, пятая по диаметру и массе среди всех планет Солнечной системы и крупнейшая среди планет земной группы, в которую входят также Меркурий, Венера и Марс. Единственное известное человеку в настоящее время тело во Вселенной, населённое живыми организмами.
В публицистике и научно-популярной литературе могут использоваться синонимические термины — мир, голубая планета, Терра (от лат. Terra).
Научные данные указывают на то, что Земля образовалась из солнечной туманности около 4,54 миллиарда лет назад и вскоре после этого обрела свой единственный естественный спутник — Луну. Жизнь, предположительно, появилась на Земле примерно 4,25 млрд лет назад, то есть вскоре после её возникновения. С тех пор биосфера Земли значительно изменила атмосферу и прочие абиотические факторы, обусловив количественный рост аэробных организмов, а также формирование озонового слоя, который вместе с магнитным полем Земли ослабляет вредную для жизни солнечную радиацию, тем самым сохраняя условия существования жизни на Земле. Радиация, обусловленная самой земной корой, со времён её образования значительно снизилась благодаря постепенному распаду радионуклидов, содержавшихся в ней. Кора Земли разделена на несколько сегментов, или тектонических плит, которые движутся по поверхности со скоростями порядка нескольких сантиметров в год. Изучением состава, строения и закономерностей развития Земли занимается наука геология.
Приблизительно 70,8 % поверхности планеты занимает Мировой океан, остальную часть поверхности занимают континенты и острова. На материках расположены реки, озёра, подземные воды и льды, которые вместе с Мировым океаном составляют гидросферу. Жидкая вода, необходимая для всех известных жизненных форм, не существует на поверхности какой-либо из известных планет и планетоидов Солнечной системы, кроме Земли. Полюсы Земли покрыты ледяным панцирем, который включает в себя морской лёд Арктики и антарктический ледяной щит.
Внутренние области Земли достаточно активны и состоят из толстого, очень вязкого слоя, называемого мантией, которая покрывает жидкое внешнее ядро, являющееся источником магнитного поля Земли, и внутреннее твёрдое ядро, предположительно состоящее из железа и никеля. Физические характеристики Земли и её орбитального движения позволили жизни сохраниться на протяжении последних 3,5 млрд лет. По различным оценкам, Земля будет сохранять условия для существования живых организмов ещё в течение 0,5—2,3 млрд лет.
Земля взаимодействует (притягивается гравитационными силами) с другими объектами в космосе, включая Солнце и Луну. Земля обращается вокруг Солнца и делает вокруг него полный оборот примерно за 365,26 солнечных суток — сидерический год. Ось вращения Земли наклонена на 23,44° относительно перпендикуляра к её орбитальной плоскости, это вызывает сезонные изменения на поверхности планеты с периодом в один тропический год — 365,24 солнечных суток. Сутки сейчас составляют примерно 24 часа. Луна начала своё обращение на орбите вокруг Земли примерно 4,53 миллиарда лет назад. Гравитационное воздействие Луны на Землю является причиной возникновения океанских приливов. Также Луна стабилизирует наклон земной оси и постепенно замедляет вращение Земли. Согласно некоторым теориям, падения астероидов приводили к существенным изменениям в окружающей среде и поверхности Земли, вызывая, в частности, массовые вымирания различных видов живых существ.
Планета является домом примерно для 8,7 млн видов живых существ, включая человека. Территория Земли поделена человечеством на 193 государства — члена ООН, 2 государства — наблюдателя ГА ООН, 8 частично признанных и непризнанных государств и 2 государства, имеющие особый политический статус. Человеческая культура сформировала много представлений об устройстве мироздания — таких, как концепция о плоской Земле, геоцентрическая система мира и гипотеза Геи, по которой Земля представляет собой единый суперорганизм.

## История Земли
Современной научной гипотезой формирования Земли и других планет Солнечной системы является гипотеза солнечной туманности, по которой Солнечная система образовалась из большого облака межзвёздной пыли и газа. Облако состояло главным образом из водорода и гелия, которые образовались после Большого взрыва, и более тяжёлых элементов, оставленных взрывами сверхновых. Примерно 4,5 млрд лет назад облако стало сжиматься, что, вероятно, произошло из-за воздействия ударной волны от вспыхнувшей на расстоянии нескольких световых лет сверхновой. Когда облако начало сокращаться, его угловой момент, гравитация и инерция сплюснули его в протопланетный диск перпендикулярно к его оси вращения. После этого обломки в протопланетном диске под действием силы притяжения стали сталкиваться, и, сливаясь, образовывали первые планетоиды.

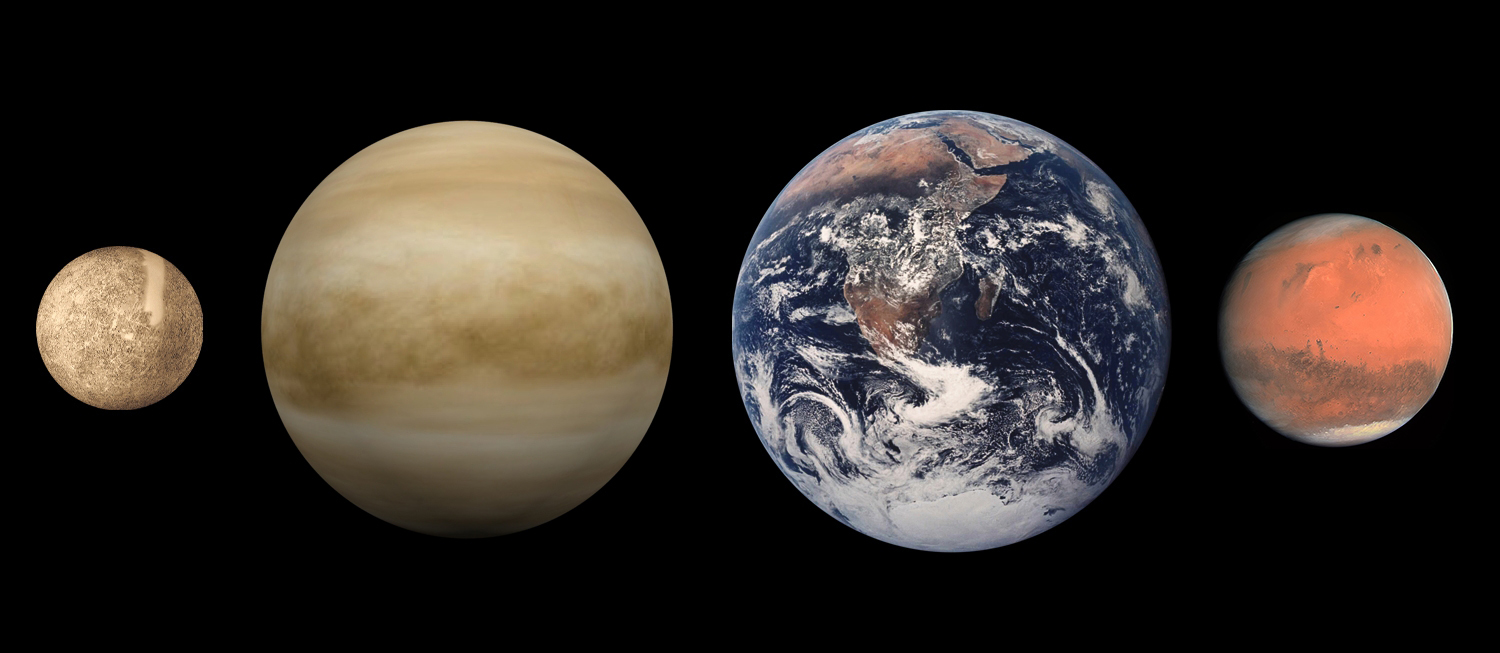
Сопоставление размеров планет земной группы (слева направо): Меркурий, Венера, Земля, Марс

В процессе аккреции планетоиды, пыль, газ и обломки, оставшиеся после формирования Солнечной системы, стали сливаться во всё более крупные объекты, формируя планеты. Примерная дата образования Земли — 4,54±0,04 млрд лет назад. Весь процесс формирования планеты занял примерно 10—20 миллионов лет.
Луна сформировалась позднее — примерно 4,527±0,01 млрд лет назад, хотя её происхождение до сих пор точно не установлено. Основная гипотеза гласит, что она образовалась путём аккреции из вещества, оставшегося после касательного столкновения Земли с объектом, по размерам близким Марсу и массой 10—12 % от земной (иногда этот объект называют «Тейя»). При этом столкновении было высвобождено примерно в 100 млн раз больше энергии, чем в результате того, которое, предположительно, вызвало вымирание динозавров. Этого было достаточно для испарения внешних слоёв Земли и расплавления обоих тел. Часть мантии была выброшена на орбиту Земли, что предсказывает, почему Луна обделена металлическим материалом, и объясняет её необычный состав. Под влиянием собственной силы тяжести выброшенный материал принял сферическую форму и образовалась Луна.
Протоземля увеличилась за счёт аккреции, и была достаточно раскалена, чтобы расплавлять металлы и минералы. Железо, а также геохимически сродственные ему сидерофильные элементы, обладая более высокой плотностью, чем силикаты и алюмосиликаты, опускались к центру Земли. Это привело к разделению внутренних слоёв Земли на мантию и металлическое ядро спустя всего 10 миллионов лет после того, как Земля начала формироваться, произведя слоистую структуру Земли и сформировав магнитное поле Земли.
Выделение газов из коры и вулканическая активность привели к образованию первичной атмосферы. Конденсация водяного пара, усиленная льдом, занесённым кометами и астероидами, привела к образованию океанов. Земная атмосфера тогда состояла из лёгких атмофильных элементов: водорода и гелия, но содержала значительно больше углекислого газа, чем сейчас, а это уберегло океаны от замерзания, поскольку светимость Солнца тогда не превышала 70 % от нынешнего уровня. Примерно 3,5 миллиарда лет назад образовалось магнитное поле Земли, которое предотвратило опустошение атмосферы солнечным ветром.
Поверхность планеты постоянно изменялась в течение сотен миллионов лет: континенты появлялись и разрушались, перемещались по поверхности, периодически то собираясь в суперконтинент, то расходясь на изолированные материки. Так, около 750 млн лет назад раскололась единая Родиния, затем её части объединились в Паннотию (600—540 млн лет назад), а затем — в последний из суперконтинентов — Пангею, который распался 180 миллионов лет назад.

## Геохронологическая шкала
Геохронологическая шкала — геологическая временная шкала истории Земли; применяется в геологии и палеонтологии, своеобразный календарь для промежутков времени в сотни тысяч и миллионы лет. Впервые геохронологическая шкала фанерозоя была предложена английским геологом А. Холмсом в 1938 году. Геохронологическая шкала докембрия из-за отсутствия останков фауны построена в основном по данным определений абсолютных возрастов пород.
История Земли разделена на различные временные промежутки. Их границы проходят по важнейшим событиям, которые тогда происходили.
Граница между эрами фанерозоя проведена по крупнейшим эволюционным событиям — глобальным вымираниям. Палеозойская эра отделена от мезозойской крупнейшим за историю Земли массовым пермским вымиранием. Мезозойская эра отделена от кайнозойской мел-палеогеновым вымиранием.
Кайнозойская эра делится на три периода: палеоген, неоген и четвертичный период (антропоген). Эти периоды, в свою очередь, подразделяются на геологические эпохи (отделы): палеоген — на палеоцен, эоцен и олигоцен; неоген — на миоцен и плиоцен. Антропоген включает в себя плейстоцен и голоцен.

## Возникновение и эволюция жизни
Существует ряд теорий возникновения жизни на Земле. Около 3,5—3,9 млрд лет назад появился «последний универсальный общий предок», от которого впоследствии произошли все другие живые организмы.
Развитие фотосинтеза позволило живым организмам использовать солнечную энергию напрямую. Это привело к наполнению кислородом атмосферы, начавшемуся примерно 2,5 млрд лет назад, а в верхних слоях — к формированию озонового слоя. Симбиоз мелких клеток с более крупными привёл к развитию сложных клеток — эукариот. Примерно 2,1 млрд лет назад появились многоклеточные организмы, которые продолжали приспосабливаться к окружающим условиям. Благодаря поглощению губительного ультрафиолетового излучения озоновым слоем жизнь смогла начать освоение поверхности Земли.

В 1960 году была выдвинута гипотеза Земли-снежка, утверждающая, что в период между 750 и 580 млн лет назад Земля была полностью покрыта льдом. Эта гипотеза объясняет кембрийский взрыв — резкое повышение разнообразия многоклеточных форм жизни около 542 млн лет назад. В настоящее время эта гипотеза получила подтверждение: 

Это первый случай, когда показано, что в ледниковую эпоху Sturtian лёд доходил до тропических широт, прямое доказательство того, что в данное оледенение существовала «Земля-снежок», — говорит ведущий автор работы Френсис Макдоналд (Francis A. Macdonald) из Гарварда (Harvard University). — Наши данные также показывают, что это оледенение продолжалось как минимум 5 миллионов лет.

Возраст изученных ледниковых отложений близок к возрасту большой магматической провинции, протянувшейся на 930 миль [1500 км] на северо-востоке Канады, что косвенно подтверждает большую роль вулканизма в освобождении планеты из ледяного плена.

Около 1200 млн лет назад появились первые водоросли, а примерно 450 млн лет назад — первые высшие растения. Беспозвоночные животные появились в эдиакарском периоде, а позвоночные — во время кембрийского взрыва около 525 миллионов лет назад.
После кембрийского взрыва было пять массовых вымираний. Вымирание в конце пермского периода, которое является самым массовым в истории жизни на Земле, привело к гибели более 90 % живых существ на планете. После пермской катастрофы самыми распространёнными наземными позвоночными стали архозавры, от которых в конце триасового периода произошли динозавры. Они доминировали на планете в течение юрского и мелового периодов. 66 млн лет назад произошло мел-палеогеновое вымирание, вызванное, вероятно, падением метеорита; оно привело к исчезновению нептичьих динозавров и других крупных рептилий, но обошло многих мелких животных, таких как млекопитающие, которые тогда представляли собой небольших насекомоядных животных, а также птиц, являющихся эволюционной ветвью динозавров. В течение последних 65 миллионов лет развилось огромное количество разнообразных видов млекопитающих, и несколько миллионов лет назад обезьяноподобные животные получили способность прямохождения. Это позволило использовать орудия и способствовало общению, которое помогало добывать пищу и стимулировало необходимость в большом мозге. Развитие земледелия, а затем цивилизации, в короткие сроки позволило людям воздействовать на Землю как никакая другая форма жизни, влиять на природу и численность других видов.
Последний ледниковый период начался примерно 40 млн лет назад, его пик приходится на плейстоцен около 3 миллионов лет назад. На фоне продолжительных и значительных изменений средней температуры земной поверхности, что может быть связано с периодом обращения Солнечной системы вокруг центра Галактики (около 200 млн лет), имеют место и меньшие по амплитуде и длительности циклы похолодания и потепления (см. циклы Миланковича), происходящие каждые 40—100 тысяч лет, имеющие явно автоколебательный характер, возможно, вызванный действием обратных связей от реакции всей биосферы как целого, стремящейся обеспечить стабилизацию климата Земли (см. гипотезу Геи, выдвинутую Джеймсом Лавлоком).
Последний цикл оледенения в Северном полушарии закончился около 10 тысяч лет назад.

## Строение Земли

Строение Земли

Земля относится к планетам земной группы, и в отличие от газовых гигантов, таких как Юпитер, имеет твёрдую поверхность. Это крупнейшая из четырёх планет земной группы в Солнечной системе, как по размеру, так и по массе. Кроме того, Земля среди этих четырёх планет имеет наибольшие плотность, поверхностную гравитацию и магнитное поле. Это единственная известная планета с активной тектоникой плит.
Недра Земли делятся на слои по химическим и физическим (реологическим) свойствам, но в отличие от других планет земной группы, Земля имеет ярко выраженное внешнее и внутреннее ядро. Наружный слой Земли представляет собой твёрдую оболочку, состоящую главным образом из силикатов. От мантии она отделена границей с резким увеличением скоростей продольных сейсмических волн — поверхностью Мохоровичича.
Твёрдая кора и вязкая верхняя часть мантии составляют литосферу. Под литосферой находится астеносфера, слой относительно низкой вязкости, твёрдости и прочности в верхней мантии.
Значительные изменения кристаллической структуры мантии происходят на глубине 410—660 км ниже поверхности, охватывающей (переходную зону), которая отделяет верхнюю и нижнюю мантию. Под мантией находится жидкий слой, состоящий из расплавленного железа с примесями никеля, серы и кремния — ядро Земли. Сейсмические измерения показывают, что оно состоит из двух частей: твёрдого внутреннего ядра (радиус ~ 1220 км) и жидкого внешнего ядра (радиус ~ 2250 км).

### Форма

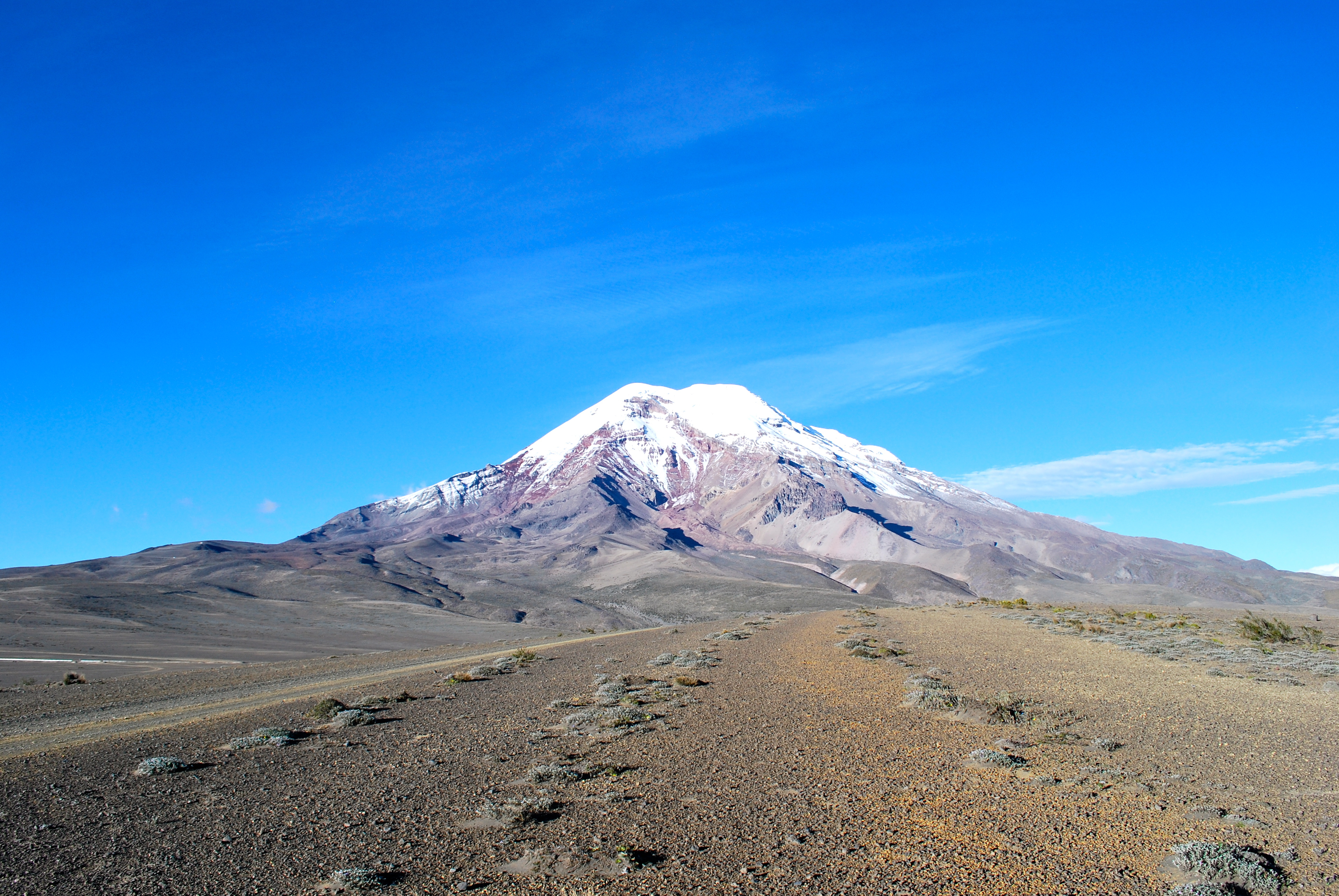
Вулкан Чимборасо в Эквадоре, наиболее удалённая от центра Земли точка на поверхности

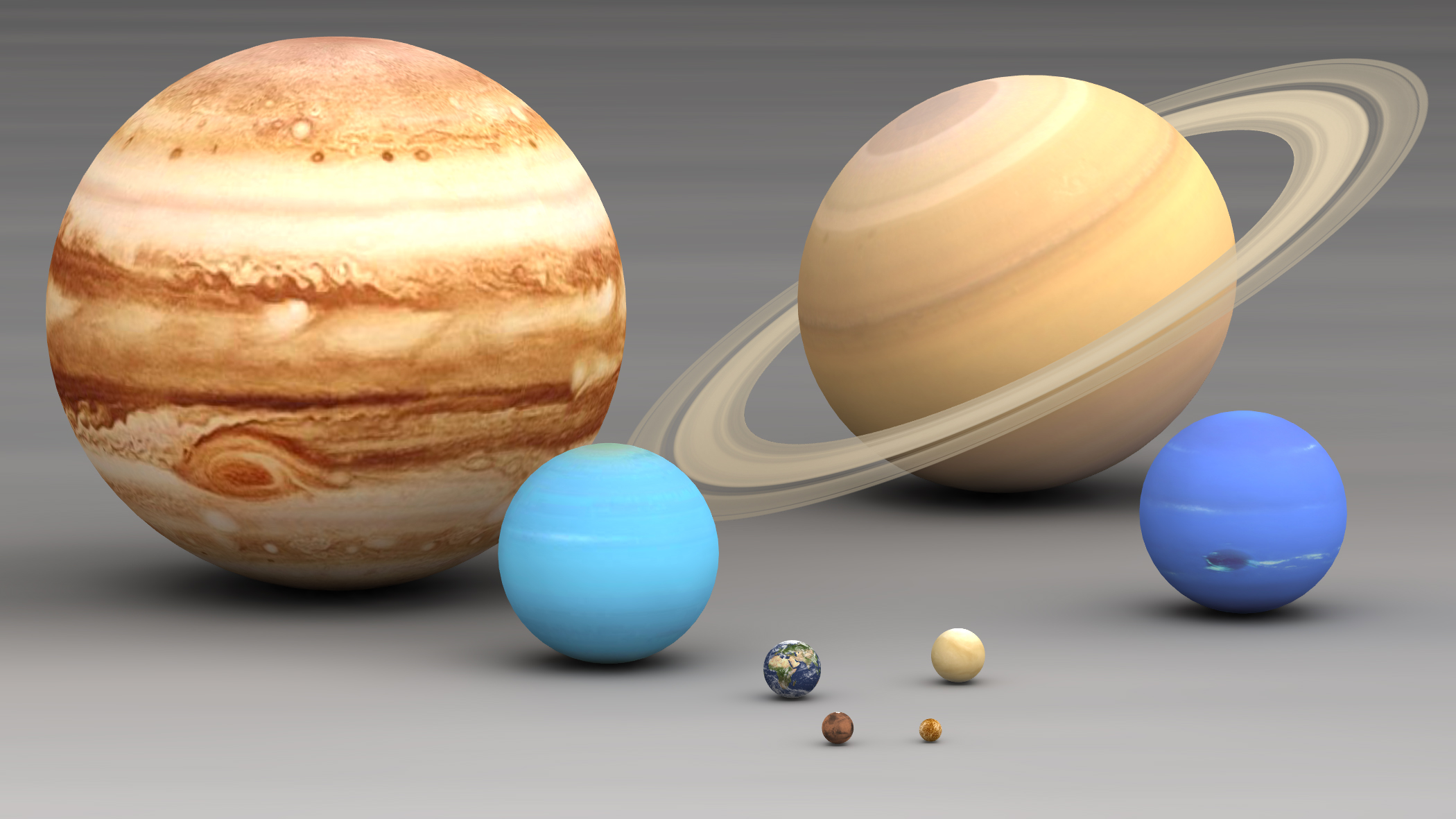
Сравнение Земли с другими планетами Солнечной системы

Форма Земли (геоид) близка к сплюснутому эллипсоиду. Расхождение геоида с аппроксимирующим его эллипсоидом достигает 100 метров. Средний диаметр планеты составляет примерно 12 742 км, а окружность — 40 000 км, поскольку метр в прошлом определялся как 1/10 000 000 расстояния от экватора до северного полюса через Париж (из-за неправильного учёта полюсного сжатия Земли эталон метра 1795 года оказался короче приблизительно на 0,2 мм, отсюда неточность).
Вращение Земли создаёт экваториальную выпуклость, поэтому экваториальный диаметр на 43 км больше, чем полярный. Высочайшей точкой поверхности Земли является гора Эверест (8848 м над уровнем моря), а глубочайшей — Марианская впадина (10 994 м под уровнем моря). Из-за выпуклости экватора самыми удалёнными точками поверхности от центра Земли являются вершина вулкана Чимборасо в Эквадоре и гора Уаскаран в Перу.

### Химический состав
Масса Земли приблизительно равна 5,9736⋅1024 кг. Общее число атомов, составляющих Землю, ≈ 1,3-1,4⋅1050, в том числе кислорода ≈ 6,8⋅1049 (51 %), железа ≈ 2,3⋅1049 (17 %), магния и кремния по ≈ 1,9⋅1049 (15 %). По массе Земля состоит в основном из железа (32,1 %), кислорода (30,1 %), кремния (15,1 %), магния (13,9 %), серы (2,9 %), никеля (1,8 %), кальция (1,5 %) и алюминия (1,4 %); на остальные элементы приходится 1,2 %. Из-за сегрегации по массе область ядра, предположительно, состоит из железа (88,8 %), небольшого количества никеля (5,8 %), серы (4,5 %) и около 1 % других элементов. Углерода, являющегося основой жизни, в земной коре всего 0,1 %.
Геохимик Франк Кларк вычислил, что земная кора чуть более чем на 47 % состоит из кислорода. Наиболее распространённые породообразующие минералы земной коры практически полностью состоят из оксидов; суммарное содержание хлора, серы и фтора в породах обычно составляет менее 1 %. Основными оксидами являются кремнезём (SiO2), глинозём (Al2O3), оксид железа (FeO), окись кальция (CaO), окись магния (MgO), оксид калия (K2O) и оксид натрия (Na2O). Кремнезём служит главным образом кислотной средой, формирует силикаты; природа всех основных вулканических пород связана с ним. Из расчётов, основанных на анализе 1672 видов пород, Кларк сделал вывод, что 99,22 % из них содержат 11 оксидов (таблица справа). Все прочие компоненты встречаются в очень незначительных количествах.
Ниже приводится более подробная информация о химическом составе Земли (для инертных газов данные приведены в 10-8 см³/г; для остальных элементов — в процентах).

### Внутреннее строение
Земля, как и другие планеты земной группы, имеет слоистое внутреннее строение. Она состоит из твёрдых силикатных оболочек (коры, крайне вязкой мантии), и металлического ядра. Внешняя часть ядра жидкая (значительно менее вязкая, чем мантия), а внутренняя — твёрдая.

#### Внутреннее тепло
Внутренняя теплота планеты обеспечивается сочетанием остаточного тепла, оставшегося от аккреции вещества, которая происходила на начальном этапе формирования Земли (около 20 %) и радиоактивным распадом нестабильных изотопов: калия-40, урана-238, урана-235 и тория-232. У трёх из перечисленных изотопов период полураспада составляет более миллиарда лет. В центре планеты, температура, возможно, поднимается до 6000 °С (больше, чем на поверхности Солнца), а давление может достигать 360 ГПа (3,6 млн атм). Часть тепловой энергии ядра передаётся к земной коре посредством плюмов. Плюмы приводят к появлению горячих точек и траппов. Поскольку бо́льшая часть тепла, производимого Землёй, обеспечивается радиоактивным распадом, то в начале истории Земли, когда запасы короткоживущих изотопов ещё не были истощены, энерговыделение нашей планеты было гораздо больше, чем сейчас.
| Изотоп | Тепловыделение, Вт/кг изотопа | Период полураспада, лет | Средняя концентрация в мантии, кг изотопа / кг мантии | Тепловыделение, Вт/кг мантии |
| ------ | ----------------------------- | ----------------------- | ----------------------------------------------------- | ---------------------------- |
| 238U   | 9,46⋅10−5                     | 4,47⋅109                | 30,8⋅10−9                                             | 2,91⋅10−12                   |
| 235U   | 5,69⋅10−4                     | 7,04⋅108                | 0,22⋅10−9                                             | 1,25⋅10−13                   |
| 232Th  | 2,64⋅10−5                     | 1,40⋅1010               | 124⋅10−9                                              | 3,27⋅10−12                   |
| 40K    | 2,92⋅10−5                     | 1,25⋅109                | 36,9⋅10−9                                             | 1,08⋅10−12                   |

Средние потери тепловой энергии Земли составляют 87 мВт/м², или 4,42⋅1013 Вт (глобальные теплопотери). Часть тепловой энергии ядра транспортируется к плюмам — горячим мантийным потокам. Эти плюмы могут вызвать появление траппов, рифтов и горячих точек. Больше всего энергии теряется Землёй посредством тектоники плит, подъёма вещества мантии на срединно-океанические хребты. Последним основным типом потерь тепла является теплопотеря сквозь литосферу, причём бо́льшее количество теплопотерь таким способом происходит в океане, так как земная кора там гораздо тоньше, чем под континентами.

#### Литосфера
Литосфера (от др.-греч. λίθος «камень» и σφαῖρα «шар, сфера») — твёрдая оболочка Земли. Состоит из земной коры и верхней части мантии. В строении литосферы выделяют подвижные области (складчатые пояса) и относительно стабильные платформы. Блоки литосферы — литосферные плиты — двигаются по относительно пластичной астеносфере. Изучению и описанию этих движений посвящён раздел геологии о тектонике плит.
Под литосферой располагается астеносфера, составляющая внешнюю часть мантии. Астеносфера ведёт себя как перегретая и чрезвычайно вязкая жидкость, где происходит понижение скорости сейсмических волн, свидетельствуя об изменении пластичности пород.
Для обозначения внешней оболочки литосферы применялся ныне устаревший термин сиаль, происходящий от названия основных элементов горных пород Si (лат. Silicium — кремний) и Al (лат. Aluminium — алюминий).

##### Земная кора
Земная кора — это верхняя часть твёрдой Земли. От мантии отделена границей с резким повышением скоростей сейсмических волн — границей Мохоровичича. Есть два типа коры — континентальная и океаническая. Толщина коры колеблется от 6 км под океаном до 30—70 км на континентах. В континентальной коре выделяют три слоя: осадочный чехол, гранитный и базальтовый. Океаническая кора сложена преимущественно породами основного состава, плюс осадочный чехол. Земная кора разделена на различные по величине литосферные плиты, двигающиеся относительно друг друга. Кинематику этих движений описывает тектоника плит.
Земная кора под океанами и континентами существенно различается.
Земная кора под континентами обычно имеет толщину 35—45 км, в гористых местностях мощность коры может доходить до 70 км. С глубиной в составе земной коры увеличивается содержание оксидов магния и железа, уменьшается содержание кремнезёма, причём эта тенденция в бо́льшей степени имеет место при переходе к верхней мантии (субстрату).
Верхняя часть континентальной земной коры представляет собой прерывистый слой, состоящий из осадочных и вулканических горных пород. Слои могут быть смяты в складки, смещены по разрыву. На щитах осадочная оболочка отсутствует. Ниже расположен гранитный слой, состоящий из гнейсов и гранитов (скорость продольных волн в этом слое — до 6,4 км/с). Ещё ниже находится базальтовый слой (6,4—7,6 км/с), сложенный метаморфическими горными породами, базальтами и габбро. Между этими двумя слоями проходит условная граница, называемая поверхностью Конрада. Скорость продольных сейсмических волн при прохождении через эту поверхность скачкообразно увеличивается с 6 до 6,5 км/с.
Кора под океанами имеет толщину 5—10 км. Она подразделяется на несколько слоёв. Сначала расположен верхний слой, состоящий из донных осадков, толщиной менее километра. Ниже лежит второй слой, сложенный главным образом из серпентинита, базальта и, вероятно, из прослоев осадков. Скорость продольных сейсмических волн в данном слое доходит до 4—6 км/с, а его толщина — 1—2,5 км. Нижний, «океанический» слой сложен габбро. Этот слой имеет толщину, в среднем, около 5 км и скорость прохождения сейсмических волн 6,4—7 км/с.
|           | Глубина, км                                  | Слой      | Плотность, г/см³ |
| --------- | -------------------------------------------- | --------- | ---------------- |
| 0—60      | Литосфера (местами варьирует от 5 до 200 км) | —         |                  |
| 0—35      | Кора (местами варьирует от 5 до 70 км)       | 2,2—2,9   |                  |
| 35—60     | Самая верхняя часть мантии                   | 3,4—4,4   |                  |
| 35—2890   | Мантия                                       | 3,4—5,6   |                  |
| 100—700   | Астеносфера                                  | —         |                  |
| 2890—5100 | Внешнее ядро                                 | 9,9—12,2  |                  |
| 5100—6378 | Внутреннее ядро                              | 12,8—13,1 |                  |

#### Мантия Земли
Мантия — это силикатная оболочка Земли, расположенная между земной корой и ядром Земли.
Мантия составляет 67 % массы Земли и около 83 % её объёма (без учёта атмосферы). Она простирается от границы с земной корой (на глубине 5—70 километров) до границы с ядром на глубине около 2900 км. От земной коры разделена поверхностью Мохоровичича, где скорость сейсмических волн при переходе из коры в мантию быстро увеличивается с 6,7—7,6 до 7,9—8,2 км/с. Мантия занимает огромный диапазон глубин, и с увеличением давления в веществе происходят фазовые переходы, при которых минералы приобретают всё более плотную структуру. Мантия Земли подразделяется на верхнюю мантию и нижнюю мантию. Верхний слой, в свою очередь, подразделяется на субстрат, слой Гутенберга и слой Голицына (средняя мантия).
Согласно современным научным представлениям, состав земной мантии считается похожим на состав каменных метеоритов, в частности хондритов.
В состав мантии преимущественно входят химические элементы, находившиеся в твёрдом состоянии или в твёрдых химических соединениях во время формирования Земли: кремний, железо, кислород, магний и др. Эти элементы образуют с диоксидом кремния силикаты. В верхней мантии (субстрате), скорее всего, больше форстерита MgSiO4, глубже несколько увеличивается содержание фаялита Fe2SiO4. В нижней мантии под воздействием очень высокого давления эти минералы разложились на оксиды (SiO2, MgO, FeO).
Агрегатное состояние мантии обуславливается воздействием температур и сверхвысокого давления. Из-за давления вещество почти всей мантии находится в твёрдом кристаллическом состоянии, несмотря на высокую температуру. Исключение составляет лишь астеносфера, где действие давления оказывается слабее, чем температуры, близкие к точке плавления вещества. Из-за этого эффекта, по-видимому, вещество здесь находится либо в аморфном состоянии, либо в полурасплавленном.

#### Ядро Земли
Ядро — центральная, наиболее глубокая часть Земли, сфера, находящаяся под мантией и, предположительно, состоящая из железо-никелевого сплава с примесью других сидерофильных элементов. Глубина залегания — 2900 км. Средний радиус сферы — 3485 км. Разделяется на твёрдое внутреннее ядро радиусом около 1300 км и жидкое внешнее ядро толщиной около 2200 км, между которыми иногда выделяют переходную зону. Температура в центре ядра Земли достигает 6000 °С, плотность около 12,5 т/м³, давление до 360 ГПа (3,55 млн атмосфер). Масса ядра — 1,9354⋅1024 кг.
| Источник                                                                        | Si, wt.% | Fe, wt.% | Ni, wt.% | S, wt.%  | O, wt.%  | Mn, ppm | Cr, ppm | Co,ppm | P, ppm |
| ------------------------------------------------------------------------------- | -------- | -------- | -------- | -------- | -------- | ------- | ------- | ------ | ------ |
| Allegre et al., 1995, Table 2 p 522                                             | 7,35     | 79,39±2  | 4,87±0,3 | 2,30±0,2 | 4,10±0,5 | 5820    | 7790    | 2530   | 3690   |
| Mc Donough, 2003, Table 4. Архивировано из оригинала 8 октября 2013 года. p 556 | 6,0      | 85,5     | 5,20     | 1,90     | ~0       | 300     | 9000    | 2500   | 2000   |

### Тектонические платформы

Расположение основных тектонических плит

Согласно теории тектонических плит, земная кора состоит из относительно целостных блоков — литосферных плит, которые находятся в постоянном движении относительно друг друга. Плиты представляют собой жёсткие сегменты, которые двигаются относительно друг друга. Существует три типа их взаимного перемещения: конвергенция (схождение), дивергенция (расхождение) и сдвиговые перемещения по трансформным разломам. На разломах между тектоническими плитами могут происходить землетрясения, вулканическая активность, горообразование, образование океанских впадин.
Список крупнейших тектонических плит с размерами приведён в таблице справа. Среди плит меньших размеров следует отметить индостанскую, арабскую, карибскую плиты, плиту Наска и плиту Скоша. Австралийская плита фактически слилась с Индостанской между 50 и 55 млн лет назад. Быстрее всего движутся океанские плиты; так, плита Кокос движется со скоростью 75 мм в год, а тихоокеанская плита — со скоростью 52—69 мм в год. Самая низкая скорость у евразийской плиты — 21 мм в год.

### Географическая оболочка

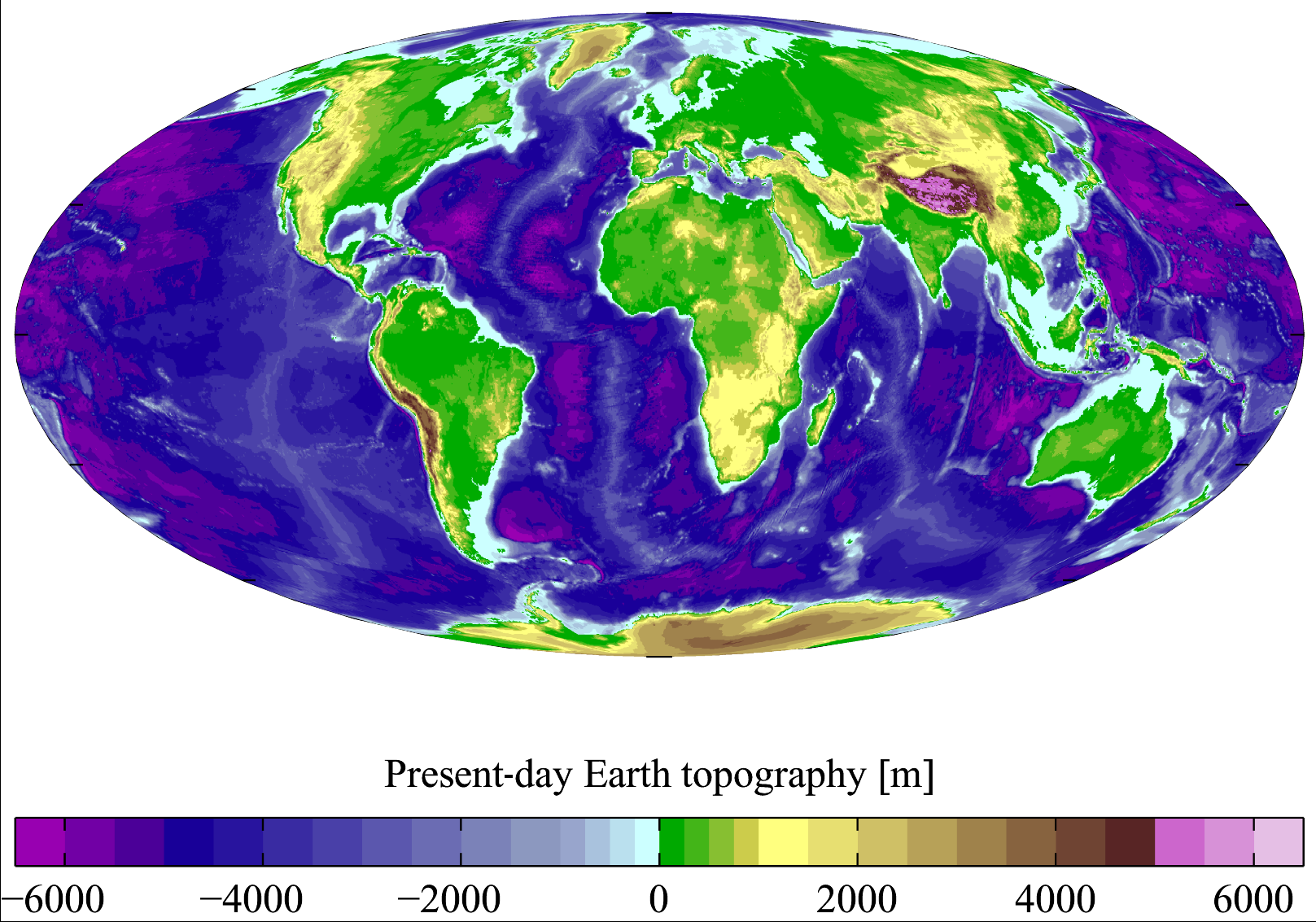
Распределение высот и глубин по поверхности Земли. Данные Геофизического информационного центра США

Приповерхностные части планеты (верхняя часть литосферы, гидросфера, нижние слои атмосферы) в целом называются географической оболочкой и изучаются географией.
Рельеф Земли очень разнообразен. Около 70,8 % поверхности планеты покрыто водой (в том числе континентальные шельфы). Подводная поверхность гористая, включает систему срединно-океанических хребтов, а также подводные вулканы, океанические жёлоба, подводные каньоны, океанические плато и абиссальные равнины. Оставшиеся 29,2 %, непокрытые водой, включают горы, пустыни, равнины, плоскогорья и др.
В течение геологических периодов поверхность планеты постоянно изменяется из-за тектонических процессов и эрозии. В меньшей степени рельеф земной поверхности формируется под воздействием выветривания, которое вызывается атмосферными осадками, колебаниями температур, химическими воздействиями. Изменяют земную поверхность и ледники, береговая эрозия, образование коралловых рифов, столкновения с крупными метеоритами.
При перемещении континентальных плит по планете океаническое дно погружается под их надвигающиеся края. В то же время вещество мантии, поднимающееся из глубин, создаёт дивергентную границу на срединно-океанических хребтах. Совместно эти два процесса приводят к постоянному обновлению материала океанической плиты. Возраст большей части океанского дна меньше 100 млн лет. Древнейшая океаническая кора расположена в западной части Тихого океана, а её возраст составляет примерно 200 млн лет. Для сравнения, возраст старейших ископаемых, найденных на суше, достигает около 3 млрд лет.
Континентальные плиты состоят из материала с низкой плотностью, такого как вулканические гранит и андезит. Менее распространён базальт — плотная вулканическая порода, являющаяся основной составляющей океанического дна. Примерно 75 % поверхности материков покрыто осадочными породами, хотя эти породы составляют примерно 5 % земной коры. Третьими по распространённости на Земле породами являются метаморфические горные породы, сформировавшиеся в результате изменения (метаморфизма) осадочных или магматических горных пород под действием высокого давления, высокой температуры или того и другого одновременно. Самые распространённые силикаты на поверхности Земли — это кварц, полевой шпат, амфибол, слюда, пироксен и оливин; карбонаты — кальцит (в известняке), арагонит и доломит.
Педосфера — самый верхний слой литосферы — включает почву. Она находится на границе между литосферой, атмосферой, гидросферой. Общая площадь культивируемых земель (возделываемых человеком) составляет 13,31 % поверхности суши, из которых лишь 4,71 % постоянно заняты сельскохозяйственными культурами. Примерно 40 % земной суши сегодня используется для пахотных угодий и пастбищ, это примерно 1,3⋅107 км² пахотных земель и 3,4⋅107 км² пастбищ.

### Гидросфера

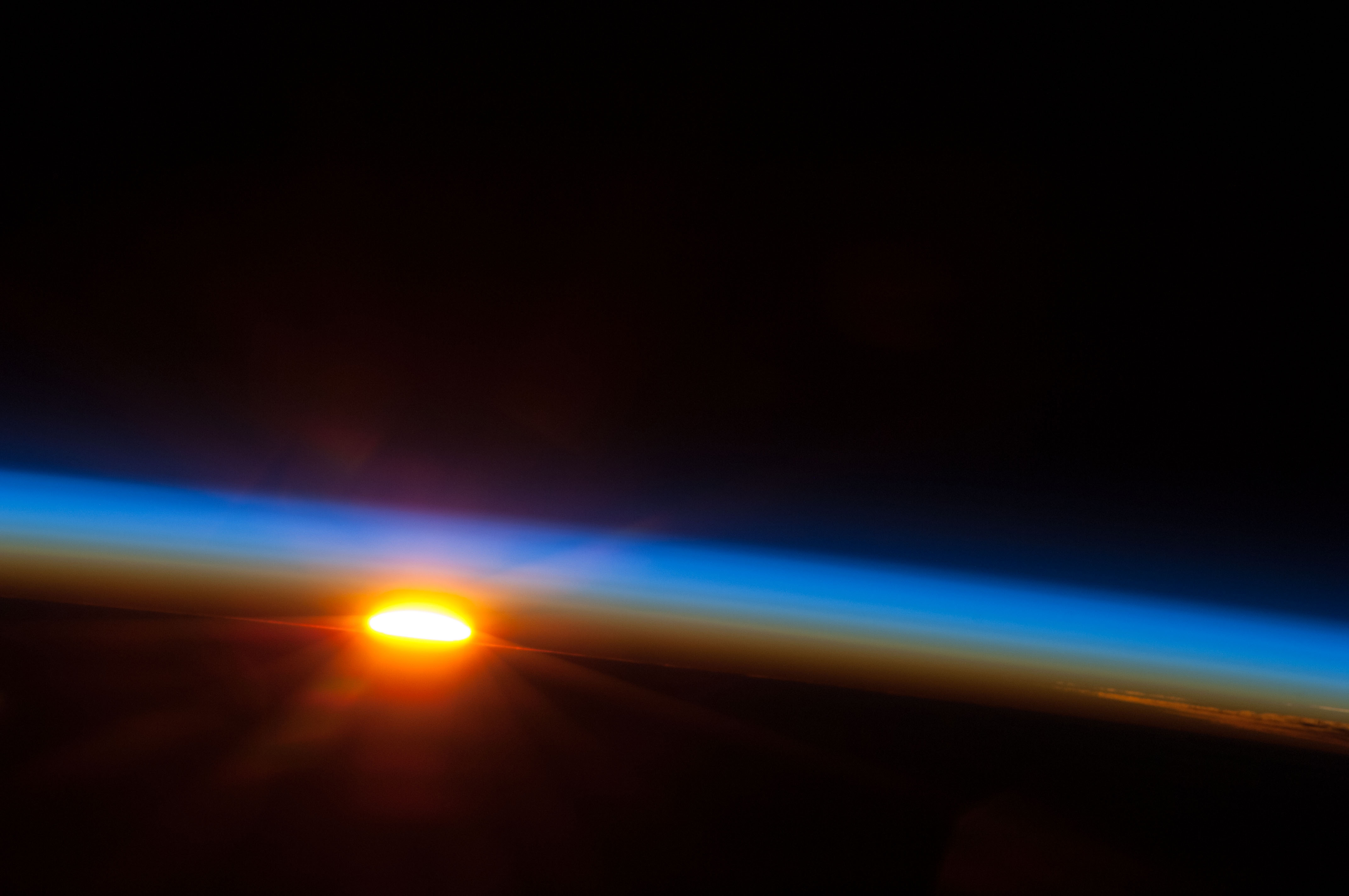
Восход Солнца над Тихим океаном (5 мая 2013 г.)

Гидросфера (от др.-греч. ὕδωρ «вода» и σφαῖρα «шар») — совокупность всех водных запасов Земли.
Наличие жидкой воды на поверхности Земли является уникальным свойством, которое отличает нашу планету от других объектов Солнечной системы. Бо́льшая часть воды сосредоточена в океанах и морях, значительно меньше — в речных сетях, озёрах, болотах и подземных водах. Также большие запасы воды имеются в атмосфере, в виде облаков и водяного пара.
Часть воды находится в твёрдом состоянии в виде ледников, снежного покрова и в вечной мерзлоте, слагая криосферу.
Общая масса воды в Мировом океане примерно составляет 1,35⋅1018 тонн, или около 1/4400 от общей массы Земли. Океаны покрывают площадь около 3,618⋅108 км² со средней глубиной 3682 м, что позволяет вычислить общий объём воды в них: 1,332⋅109 км³. Если всю эту воду равномерно распределить по поверхности, то получился бы слой толщиной более 2,7 км. Из всей воды, которая есть на Земле, только 2,5 % приходится на пресную, остальная — солёная. Бо́льшая часть пресной воды, около 68,7 %, в настоящее время находится в ледниках. Жидкая вода появилась на Земле, вероятно, около четырёх миллиардов лет назад.
Средняя солёность земных океанов — около 35 грамм соли на килограмм морской воды (35 ‰). Значительная часть этой соли была высвобождена при вулканических извержениях или извлечена из охлаждённых изверженных горных пород, сформировавших дно океана.
В океанах содержатся растворённые газы атмосферы, которые необходимы для выживания многих водных форм жизни. Морская вода имеет значительное влияние на климат в мире, делая его прохладнее летом, и теплее — зимой. Колебания температур воды в океанах могут привести к значительным изменениям климата, например, Эль-Ниньо.

### Атмосфера

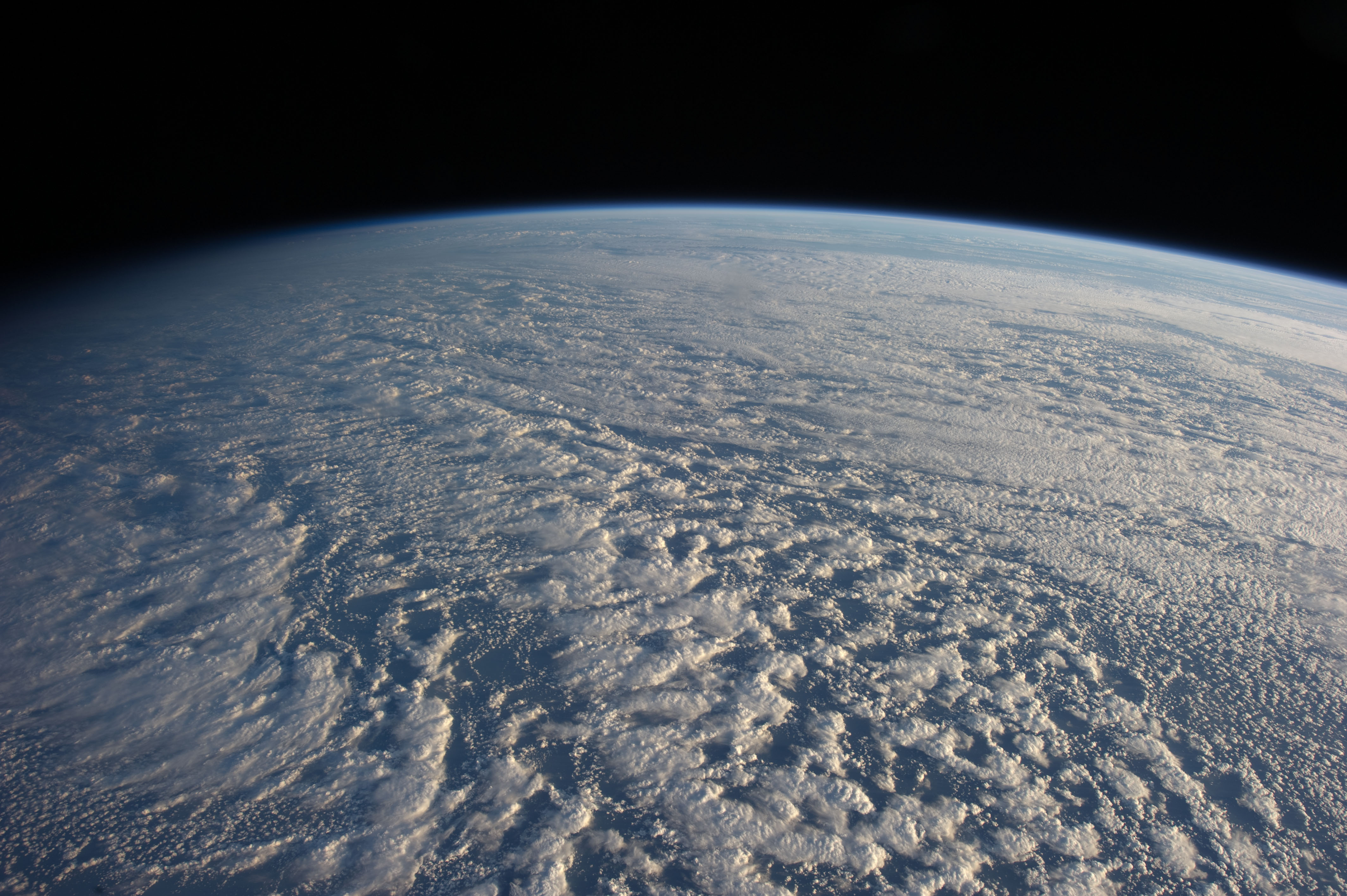
Вид на Тихий океан из космоса

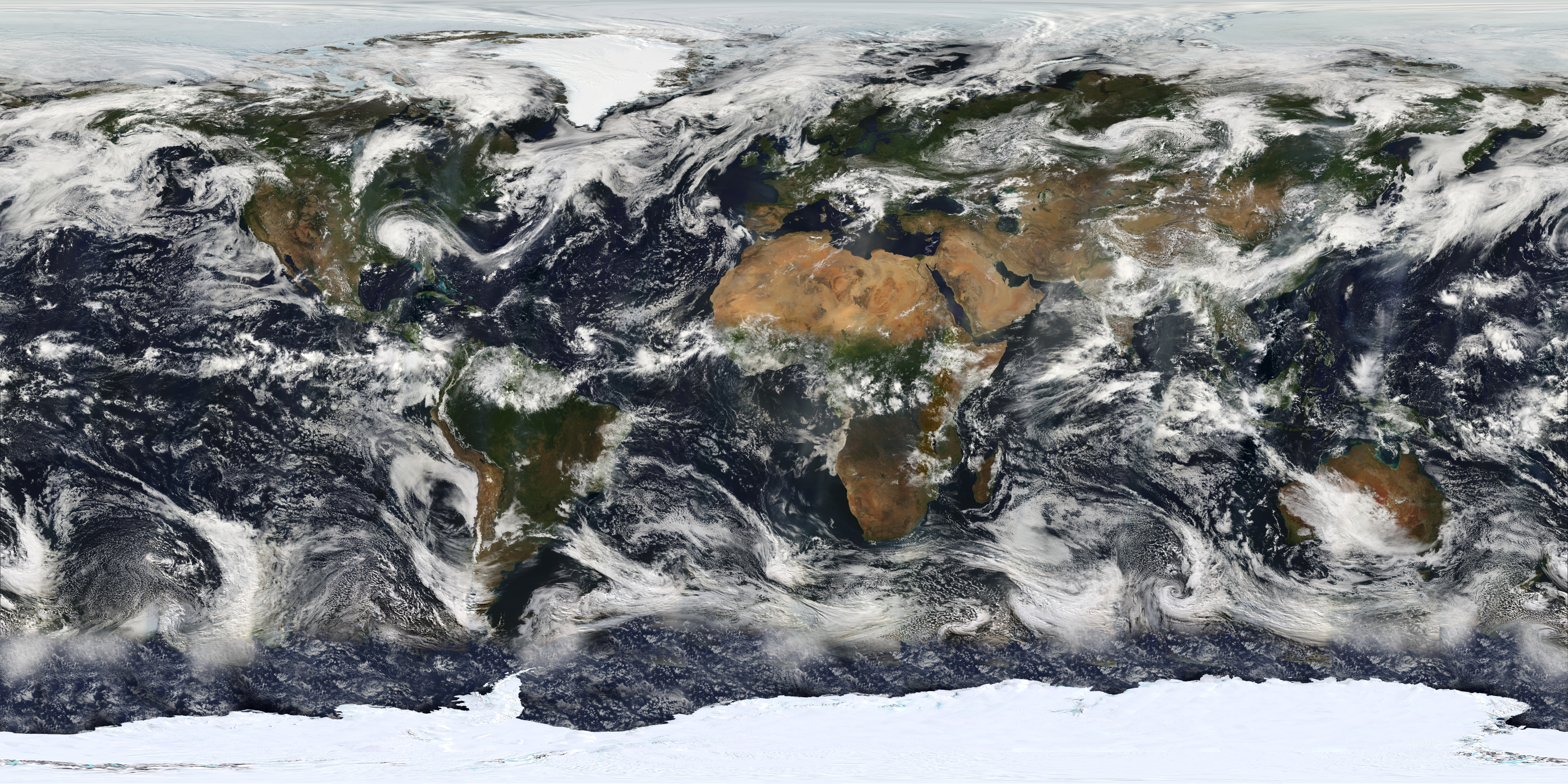
Вид земных облаков из космоса

Атмосфера (от. др.-греч. ἀτμός «пар» и σφαῖρα «шар») — газовая оболочка, окружающая планету Земля; состоит из азота и кислорода, со следовыми количествами водяного пара, диоксида углерода и других газов. С момента своего образования она значительно изменилась под влиянием биосферы. Появление оксигенного фотосинтеза 2,4—2,5 млрд лет назад способствовало развитию аэробных организмов, а также насыщению атмосферы кислородом и формированию озонового слоя, который оберегает всё живое от вредных ультрафиолетовых лучей. Атмосфера определяет погоду на поверхности Земли, защищает планету от космических лучей, и частично — от метеоритных бомбардировок. Она также регулирует основные климатообразующие процессы: круговорот воды в природе, циркуляцию воздушных масс, переносы тепла. Молекулы атмосферных газов могут захватывать тепловую энергию, мешая ей уйти в открытый космос, тем самым повышая температуру планеты. Это явление известно как парниковый эффект. Основными парниковыми газами считаются водяной пар, двуокись углерода, метан и озон. Без этого эффекта теплоизоляции средняя поверхностная температура Земли составила бы от −18 до −23 °C (при том, что в действительности она равна 14,8 °С), и жизнь, скорее всего, не существовала бы.
Через атмосферу к земной поверхности поступает электромагнитное излучение Солнца — главный источник энергии химических, физических и биологических процессов в географической оболочке Земли.
Атмосфера Земли разделяется на слои, которые различаются между собой температурой, плотностью, химическим составом и т. д. Общая масса газов, составляющих земную атмосферу — примерно 5,15⋅1018 кг. На уровне моря атмосфера оказывает на поверхность Земли давление, равное 1 атм (101,325 кПа). Средняя плотность воздуха у поверхности — 1,22 г/л, причём она быстро уменьшается с ростом высоты: так, на высоте 10 км над уровнем моря она составляет 0,41 г/л, а на высоте 100 км — 10−7 г/л.
В нижней части атмосферы содержится около 80 % общей её массы и 99 % всего водяного пара (1,3-1,5⋅1013 т), этот слой называется тропосферой. Его толщина неодинакова и зависит от типа климата и сезонных факторов: так, в полярных регионах она составляет около 8—10 км, в умеренном поясе до 10—12 км, а в тропических или экваториальных доходит до 16—18 км. В этом слое атмосферы температура опускается в среднем на 6 °С на каждый километр при движении в высоту. Выше располагается переходный слой — тропопауза, отделяющий тропосферу от стратосферы. Температура здесь находится в пределах 190—220 K (−73—83 °C).
Стратосфера — слой атмосферы, который расположен на высоте от 10—12 до 55 км (в зависимости от погодных условий и времени года). На него приходится не более 20 % всей массы атмосферы. Для этого слоя характерно понижение температуры до высоты ~25 км, с последующим повышением на границе с мезосферой почти до 0 °С. Эта граница называется стратопаузой и находится на высоте 47—52 км. В стратосфере отмечается наибольшая концентрация озона в атмосфере, который оберегает все живые организмы на Земле от вредного ультрафиолетового излучения Солнца. Интенсивное поглощение солнечного излучения озоновым слоем и вызывает быстрый рост температуры в этой части атмосферы.
Мезосфера расположена на высоте от 50 до 80 км над поверхностью Земли, между стратосферой и термосферой. Она отделена от этих слоёв мезопаузой (80—90 км). Это самое холодное место на Земле, температура здесь опускается до −100 °C. При такой температуре вода, содержащаяся в воздухе, быстро замерзает, иногда формируя серебристые облака. Их можно наблюдать сразу после захода Солнца, но наилучшая видимость создаётся, когда оно находится от 4 до 16° ниже горизонта. В мезосфере сгорает бо́льшая часть метеоров, проникающих в земную атмосферу. С поверхности Земли они наблюдаются как падающие звёзды.
На высоте 100 км над уровнем моря находится условная граница между земной атмосферой и космосом — линия Кармана.
В термосфере температура быстро поднимается до 1000 К (727 °C), это связано с поглощением в ней коротковолнового солнечного излучения. Это самый протяжённый слой атмосферы (80—1000 км). На высоте около 800 км рост температуры прекращается, поскольку воздух здесь очень разрежён и слабо поглощает солнечную радиацию.
Ионосфера включает в себя два последних слоя. Здесь происходит ионизация молекул под действием солнечного ветра и возникают полярные сияния.
Экзосфера — внешняя и очень разреженная часть земной атмосферы. В этом слое частицы способны преодолевать вторую космическую скорость Земли и улетучиваться в космическое пространство. Это вызывает медленный, но устойчивый процесс, называемый диссипацией (рассеянием) атмосферы. В космос ускользают в основном частицы лёгких газов: водорода и гелия. Молекулы водорода, имеющие самую низкую молекулярную массу, могут легче достигать второй космической скорости и утекать в космическое пространство более быстрыми темпами, чем другие газы. Считается, что потеря восстановителей, например водорода, была необходимым условием для возможности устойчивого накопления кислорода в атмосфере. Следовательно, свойство водорода покидать атмосферу Земли, возможно, повлияло на развитие жизни на планете. В настоящее время бо́льшая часть водорода, попадающая в атмосферу, преобразуется в воду, не покидая Землю, а потеря водорода происходит в основном от разрушения метана в верхних слоях атмосферы.

#### Химический состав атмосферы
У поверхности Земли осушенный воздух содержит около 78,08 % азота (по объёму), 20,95 % кислорода, 0,93 % аргона и около 0,03 % углекислого газа. Объёмная концентрация компонентов зависит от влажности воздуха — содержания в нём водяного пара, которое колеблется от 0,1 до 1,5 % в зависимости от климата, времени года, местности. Например, при 20 °С и относительной влажности 60 % (средняя влажность комнатного воздуха летом) концентрация кислорода в воздухе составляет 20,64 %. На долю остальных компонентов приходится не более 0,1 %: это водород, метан, оксид углерода, оксиды серы и оксиды азота и другие инертные газы, кроме аргона. Также в воздухе всегда присутствуют твёрдые частицы (пыль — это частицы органических материалов, пепел, сажа, пыльца растений и др., при низких температурах — кристаллы льда) и капли воды (облака, туман) — аэрозоли. Концентрация твёрдых частиц пыли уменьшается с высотой. В зависимости от времени года, климата и местности концентрация частиц аэрозолей в составе атмосферы изменяется. Выше 200 км основной компонент атмосферы — азот. На высоте свыше 600 км преобладает гелий, а от 2000 км — водород («водородная корона»).

#### Погода и климат
Земная атмосфера не имеет определённых границ, она постепенно становится тоньше и разреженнее, переходя в космическое пространство. Три четверти массы атмосферы содержится в первых 11 километрах от поверхности планеты (тропосфера). Солнечная энергия нагревает этот слой у поверхности, вызывая расширение воздуха и уменьшая его плотность. Затем нагретый воздух поднимается, а его место занимает более холодный и плотный воздух. Так возникает циркуляция атмосферы — система замкнутых течений воздушных масс путём перераспределения тепловой энергии.
Основой циркуляции атмосферы являются пассаты в экваториальном поясе (ниже 30° широты) и западные ветры умеренного пояса (в широтах между 30° и 60°). Морские течения также являются важными факторами в формировании климата, так же, как и термохалинная циркуляция, которая распределяет тепловую энергию из экваториальных регионов в полярные.
Водяной пар, поднимающийся с поверхности, формирует облака в атмосфере. Когда атмосферные условия позволят подняться тёплому влажному воздуху, эта вода конденсируется и выпадает на поверхность в виде дождя, снега или града. Бо́льшая часть атмосферных осадков, выпавших на сушу, попадает в реки, и в конечном итоге возвращается в океаны или остаётся в озёрах, а затем снова испаряется, повторяя цикл. Этот круговорот воды в природе является жизненно важным фактором для существования жизни на суше. Количество осадков, выпадающих за год, различно, начиная от нескольких метров до нескольких миллиметров в зависимости от географического положения региона. Атмосферная циркуляция, топологические особенности местности и перепады температур определяют среднее количество осадков, которое выпадает в каждом регионе.
Количество солнечной энергии, достигнувшее поверхности Земли, уменьшается с увеличением широты. В более высоких широтах солнечный свет падает на поверхность под более острым углом, чем в низких; и он должен пройти более длинный путь в земной атмосфере. В результате этого среднегодовая температура воздуха (на уровне моря) уменьшается примерно на 0,4 °С при движении на 1 градус по обе стороны от экватора. Земля разделена на климатические пояса — природные зоны, имеющие приблизительно однородный климат. Типы климата могут быть классифицированы по режиму температуры, количеству зимних и летних осадков. Наиболее распространённая система классификации климата — классификация Кёппена, в соответствии с которой наилучшим критерием определения типа климата является то, какие растения произрастают на данной местности в естественных условиях. В систему входят пять основных климатических зон (влажные тропические леса, пустыни, умеренный пояс, континентальный климат и полярный тип), которые, в свою очередь, подразделяются на более конкретные подтипы.

### Биосфера
Биосфера (от др.-греч. βιος «жизнь» и σφαῖρα «сфера, шар») — это совокупность частей земных оболочек (лито-, гидро- и атмосферы), которая заселена живыми организмами, находится под их воздействием и занята продуктами их жизнедеятельности. Термин «биосфера» был впервые предложен австрийским геологом и палеонтологом Эдуардом Зюссом в 1875 году.
Биосфера — оболочка Земли, заселённая живыми организмами и преобразованная ими. Она начала формироваться не ранее, чем 3,8 млрд лет назад, когда на нашей планете стали зарождаться первые организмы. Она включает в себя всю гидросферу, верхнюю часть литосферы и нижнюю часть атмосферы, то есть населяет экосферу. Биосфера представляет собой совокупность всех живых организмов. В ней обитает несколько миллионов видов растений, животных, грибов и микроорганизмов.
Биосфера состоит из экосистем, которые включают в себя сообщества живых организмов (биоценоз), среды их обитания (биотоп), системы связей, осуществляющие обмен веществом и энергией между ними. На суше они разделены главным образом географическими широтами, высотой над уровнем моря и различиями по выпадению осадков. Наземные экосистемы, находящиеся в Арктике или Антарктике, на больших высотах или в крайне засушливых районах, относительно бедны растениями и животными; разнообразие видов достигает пика во влажных тропических лесах экваториального пояса.

### Магнитное поле Земли

Структура магнитного поля Земли

Магнитное поле Земли в первом приближении представляет собой диполь, полюсы которого расположены рядом с географическими полюсами планеты. Поле формирует магнитосферу, которая отклоняет частицы солнечного ветра. Они накапливаются в радиационных поясах — двух концентрических областях в форме тора вокруг Земли. Около магнитных полюсов эти частицы могут «высыпаться» в атмосферу и приводить к появлению полярных сияний. На экваторе магнитное поле Земли имеет индукцию 3,05⋅10-5 Тл и магнитный момент 7,91⋅1015 Тл·м³.
Согласно теории «магнитного динамо», поле генерируется в центральной области Земли, где тепло создаёт протекание электрического тока в жидком металлическом ядре. Это, в свою очередь, приводит к возникновению у Земли магнитного поля. Конвекционные движения в ядре являются хаотичными; магнитные полюсы дрейфуют и периодически меняют свою полярность. Это вызывает инверсии магнитного поля Земли, которые возникают в среднем несколько раз за каждые несколько миллионов лет. Последняя инверсия произошла приблизительно 700 000 лет назад.
Магнитосфера — область пространства вокруг Земли, которая образуется, когда поток заряженных частиц солнечного ветра отклоняется от своей первоначальной траектории под воздействием магнитного поля. На стороне, обращённой к Солнцу, толщина её головной ударной волны составляет около 17 км и расположена она на расстоянии около 90 000 км от Земли. На ночной стороне планеты магнитосфера вытягивается, приобретая длинную цилиндрическую форму.
Когда заряженные частицы высокой энергии сталкиваются с магнитосферой Земли, то появляются радиационные пояса (пояса Ван Аллена). Полярные сияния возникают, когда солнечная плазма достигает атмосферы Земли в районе магнитных полюсов.

## Орбита и вращение Земли
Земле требуется в среднем 23 часа 56 минут и 4,091 секунд (звёздные сутки), чтобы совершить один оборот вокруг своей оси. Скорость вращения планеты с запада на восток составляет примерно 15° в час (1° в 4 минуты, 15' в минуту). Это эквивалентно угловому диаметру Солнца или Луны, около 0,5°, каждые 2 минуты (видимые размеры Солнца и Луны примерно одинаковы).
Вращение Земли нестабильно: скорость её вращения относительно небесной сферы меняется (в апреле и ноябре продолжительность суток отличается от эталонных на 0,001 с), ось вращения прецессирует (на 20,1" в год) и колеблется (удаление мгновенного полюса от среднего не превышает 15'). В большом масштабе времени — замедляется. Продолжительность одного оборота Земли увеличивалась за последние 2000 лет в среднем на 0,0023 секунды в столетие (по наблюдениям за последние 250 лет это увеличение меньше — около 0,0014 секунды за 100 лет). Из-за приливного ускорения каждые следующие сутки оказываются длиннее предыдущих в среднем на 29 наносекунд.
Период вращения Земли относительно неподвижных звёзд, согласно Международной службе вращения Земли (IERS), равен 86164,098903691 секунд по UT1 или 23 ч 56 мин 4,098903691 с.
Земля движется вокруг Солнца по эллиптической орбите на расстоянии около 150 млн км со средней скоростью 29,765 км/с. Скорость колеблется от 30,27 км/с (в перигелии) до 29,27 км/с (в афелии). Двигаясь по орбите, Земля совершает полный оборот за 365,2564 средних солнечных суток (один звёздный год). Наблюдаемое с Земли годовое движение Солнца относительно звёзд составляет около 1° в сутки в восточном направлении. Солнце и вся Солнечная система обращается вокруг центра галактики Млечного Пути по почти круговой орбите со скоростью около 220 км/c. Относительно ближайших звёзд Млечного Пути Солнечная система движется со скоростью примерно 20 км/с по направлению к точке (апексу), находящейся на границе созвездий Лиры и Геркулеса.
Снимки Земли
Луна обращается вместе с Землёй вокруг общего центра масс каждые 27,32 суток относительно звёзд. Промежуток времени между двумя одинаковыми фазами луны (синодический месяц) составляет 29,53059 дня. Если смотреть с северного полюса мира, Луна движется вокруг Земли против часовой стрелки. В эту же сторону происходит и обращение всех планет вокруг Солнца, и вращение Солнца, Земли и Луны вокруг своей оси. Ось вращения Земли отклонена от перпендикуляра к плоскости её орбиты на 23,4° (видимое возвышение Солнца зависит от времени года); орбита Луны наклонена на 5° относительно орбиты Земли (без этого отклонения в каждом месяце происходило бы одно солнечное и одно лунное затмение).
Из-за наклона земной оси высота Солнца над горизонтом в течение года изменяется. Для наблюдателя в северных широтах летом, когда Северный полюс наклонён к Солнцу, светлое время суток длится дольше, и Солнце в небе находится выше. Это приводит к более высоким средним температурам воздуха. Зимой, когда Северный полюс отклоняется в противоположную от Солнца сторону, ситуация изменяется на обратную, и средняя температура становится ниже. За Северным полярным кругом в это время бывает полярная ночь, которая на широте Северного полярного круга длится почти двое суток (солнце не восходит в день зимнего солнцестояния), достигая на Северном полюсе полугода.
Изменения погодных условий, обусловленные наклоном земной оси, приводят к смене времён года. Четыре сезона определяются двумя солнцестояниями — моментами, когда земная ось максимально наклонена по направлению к Солнцу либо от Солнца, — и двумя равноденствиями. Зимнее солнцестояние происходит около 21 декабря, летнее — примерно 21 июня, весеннее равноденствие — приблизительно 20 марта, а осеннее — 23 сентября. Когда Северный полюс наклонён к Солнцу, Южный полюс, соответственно, наклонён от него. Таким образом, когда в Северном полушарии лето, в Южном полушарии зима, и наоборот (хотя месяцы называются одинаково, то есть, например, февраль — зимний месяц в Северном полушарии, но летний — в Южном полушарии).

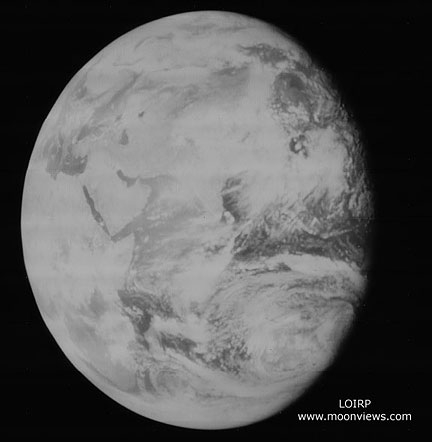
Первое в истории изображение целой Земли (реставрация). Снято орбитальной станцией Lunar Orbiter V 8 августа 1967 года

Угол наклона земной оси относительно постоянен в течение длительного времени. Однако он претерпевает незначительные смещения (известные как нутация) с периодичностью 18,6 лет. Также существуют долгопериодические колебания (около 41 000 лет). Ориентация оси Земли со временем тоже изменяется, длительность периода прецессии составляет 25 000 лет. Прецессия является причиной различия звёздного года и тропического года. Оба эти движения вызваны меняющимся притяжением, действующим со стороны Солнца и Луны на экваториальную выпуклость Земли. Полюсы Земли перемещаются относительно её поверхности на несколько метров. Такое движение полюсов имеет разнообразные циклические составляющие, которые вместе называются квазипериодическим движением. В дополнение к годичным компонентам этого движения существует 14-месячный цикл, именуемый чандлеровским движением полюсов Земли. Скорость вращения Земли также не постоянна, что отражается в изменении продолжительности суток.
В настоящее время Земля проходит перигелий около 3 января, а афелий — примерно 4 июля. Количество солнечной энергии, достигающей Земли в перигелии, на 6,9 % больше, чем в афелии, поскольку расстояние от Земли до Солнца в афелии больше на 3,4 %. Это объясняется законом обратных квадратов. Так как Южное полушарие наклонено в сторону Солнца примерно в то же время, когда Земля находится ближе всего к Солнцу, то в течение года оно получает немного больше солнечной энергии, чем Северное полушарие. Однако этот эффект значительно менее важен, чем изменение полной энергии, обусловленное наклоном земной оси, и, кроме того, бо́льшая часть избыточной энергии поглощается больши́м количеством воды Южного полушария.
Для Земли радиус сферы Хилла (сфера влияния земной гравитации) равен примерно 1,5 млн км. Это максимальное расстояние, на котором влияние гравитации Земли больше, чем влияние гравитации других планет и Солнца.

## Наблюдение из космоса

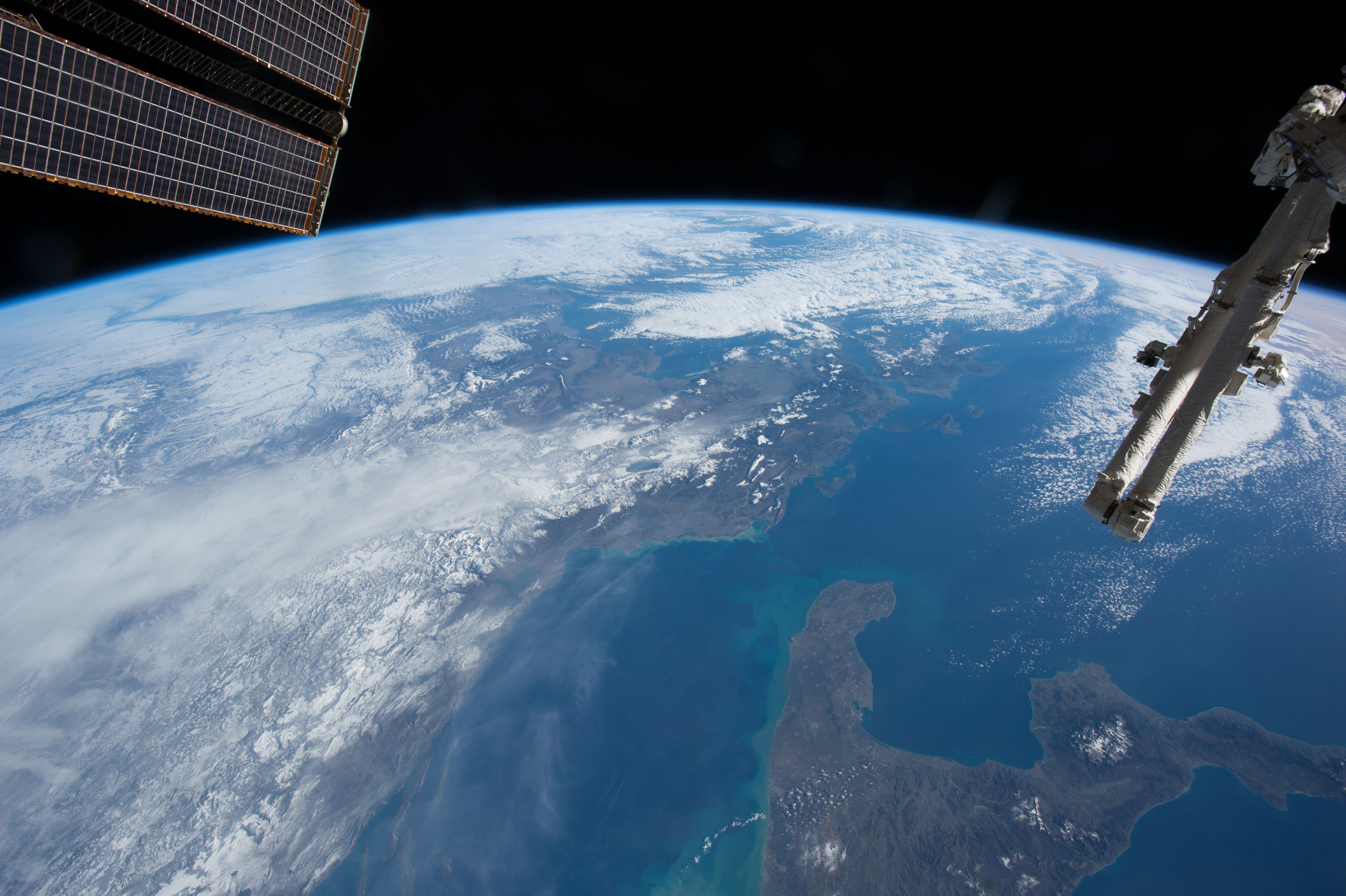
Вид на Землю с МКС-42

Впервые Земля была сфотографирована из космоса в 1959 году аппаратом Эксплорер-6. Первым человеком, увидевшим Землю из космоса, стал в 1961 году Юрий Гагарин. Экипаж Аполлона-8 в 1968 году первым наблюдал восход Земли с лунной орбиты. В 1972 году экипаж Аполлона-17 сделал знаменитый снимок Земли — «The Blue Marble».
Из открытого космоса и с «внешних» планет (расположенных за орбитой Земли) можно наблюдать прохождение Земли через фазы, подобные лунным, так же, как земной наблюдатель может видеть фазы Венеры (открытые Галилео Галилеем).

## Луна
Луна — относительно большой планетоподобный спутник с диаметром, равным четверти земного. Это самый большой, по отношению к размерам своей планеты, спутник Солнечной системы. По названию земной Луны, естественные спутники других планет также называются «лунами».

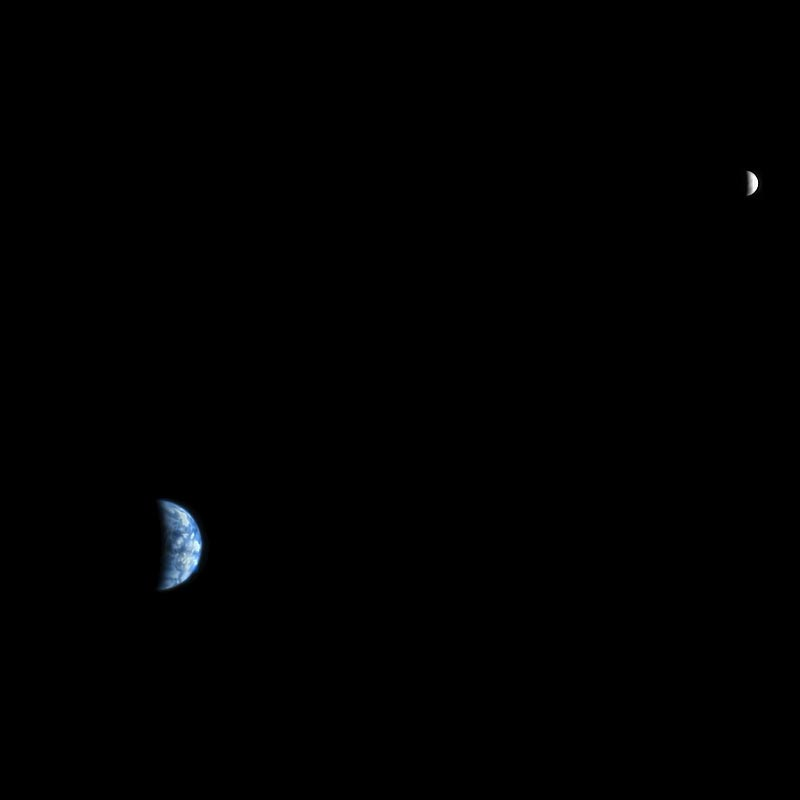
Земля и Луна, снятые камерой HiRISE с искусственного спутника Марса Mars Reconnaissance Orbiter

Гравитационное притяжение между Землёй и Луной является причиной земных приливов и отливов. Аналогичный эффект на Луне проявляется в том, что она постоянно обращена к Земле одной и той же стороной (период оборота Луны вокруг своей оси равен периоду её оборота вокруг Земли; см. также приливное ускорение Луны). Это называется приливной синхронизацией. Во время обращения Луны вокруг Земли Солнце освещает различные участки поверхности спутника, что проявляется в явлении лунных фаз: тёмная часть поверхности отделяется от светлой терминатором.
Из-за приливной синхронизации Луна удаляется от Земли примерно на 38 мм в год. Через миллионы лет это крошечное изменение, а также увеличение земного дня на 23 мкс в год, приведут к значительным изменениям. Так, например, в девоне (примерно 410 млн лет назад) в году было 400 дней, а сутки длились 21,8 часа.

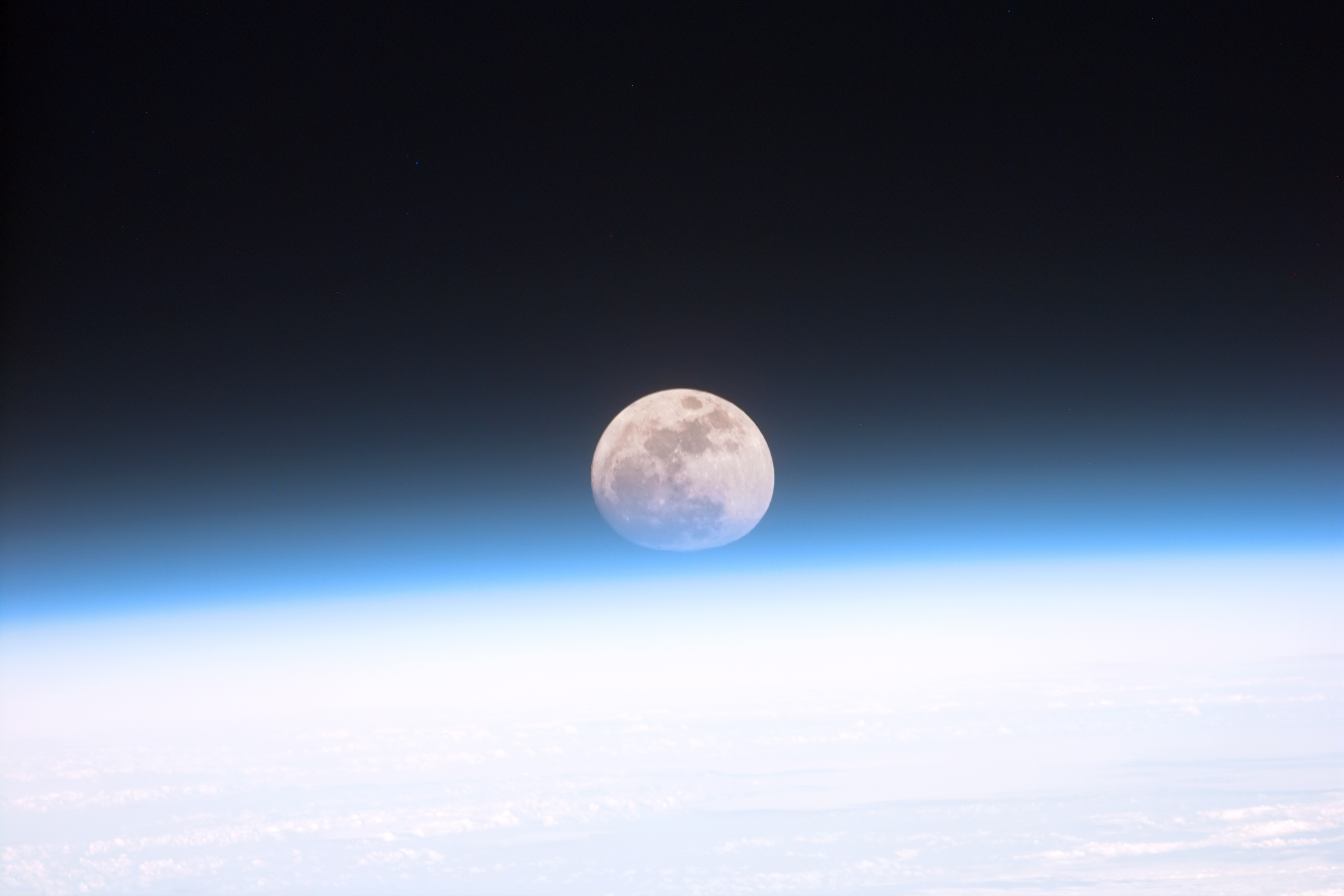
Полная Луна

Луна может существенно повлиять на развитие жизни путём изменения климата на планете. Палеонтологические находки и компьютерные модели показывают, что наклон земной оси стабилизируется приливной синхронизацией Земли с Луной. Если бы ось вращения Земли приблизилась к плоскости эклиптики, то в результате климат на планете стал бы чрезвычайно суровым. Один из полюсов был бы направлен прямо на Солнце, а другой — в противоположную сторону, и по мере обращения Земли вокруг Солнца они менялись бы местами. Полюсы были бы направлены прямо на Солнце летом и зимой. Планетологи, изучавшие такую ситуацию, утверждают, что, в таком случае на Земле вымерли бы все крупные животные и высшие растения.
Видимый с Земли угловой размер Луны очень близок к видимому размеру Солнца. Угловые размеры (и телесный угол) этих двух небесных тел схожи, потому что хоть диаметр Солнца и больше лунного в 400 раз, оно находится в 400 раз дальше от Земли. Благодаря этому обстоятельству и наличию значительного эксцентриситета орбиты Луны на Земле могут наблюдаться как полные, так и кольцеобразные затмения.
Наиболее распространённая гипотеза происхождения Луны, гипотеза гигантского столкновения, утверждает, что Луна образовалась в результате столкновения протопланеты Теи (размером примерно с Марс) с прото-Землёй. Это, среди прочего, объясняет причины сходства и различия состава лунного грунта и земного.
В настоящее время у Земли нет других естественных спутников, кроме Луны, однако есть, по крайней мере, два естественных соорбитальных спутника — это астероиды 3753 Круитни, 2002 AA29 и множество искусственных.
В 1969 году человечество впервые высадилось на поверхность Луны.

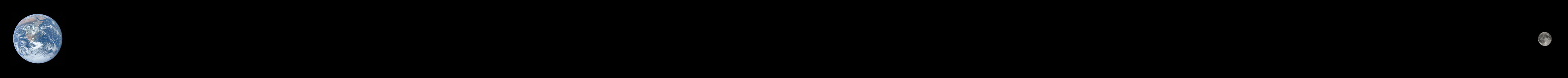
Воспроизведение в масштабе относительных размеров Земли, Луны и расстояния между ними

## Потенциально опасные объекты
Падение на Землю крупных (диаметром в несколько тысяч км) астероидов представляет опасность её разрушения, однако все наблюдаемые в современную эпоху подобные тела для этого слишком малы и их падение опасно только для биосферы. Согласно распространённым гипотезам, такие падения могли послужить причиной нескольких массовых вымираний, но однозначного ответа до сих пор не получено.
Астероиды с перигелийными расстояниями, меньшими или равными 1,3 астрономических единицы считаются сближающимися с Землёй. Астероиды, которые могут в обозримом будущем приблизиться к Земле на расстояние, меньшее или равное 0,05 а. е. и абсолютная звёздная величина которых не превышает 22m, считаются потенциально опасными объектами. Если взять среднее альбедо астероидов равным 0,13, то этому значению соответствуют тела, размер которых в поперечнике превышает 150 м. Тела меньших размеров при прохождении сквозь атмосферу большей частью разрушаются и сгорают, не представляя Земле существенной угрозы. Такие объекты могут причинить лишь локальный ущерб. Только 20 % астероидов, сближающихся с Землёй, являются потенциально опасными.

## Географические сведения

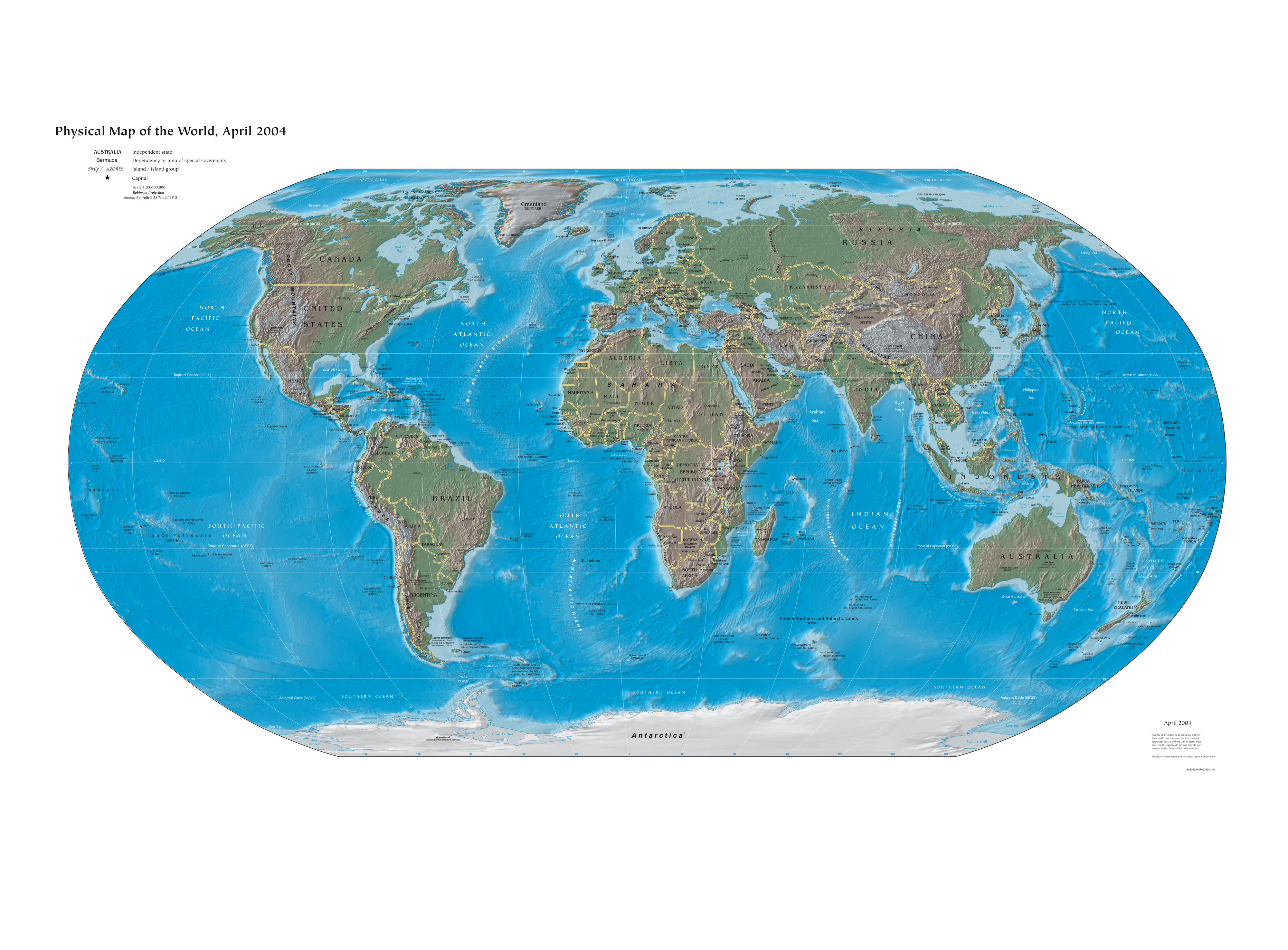
Физическая карта Земли

Площадь
- Поверхность: 510,072 млн км²
- Суша: 148,94 млн км² (29,1 %)[8]
- Вода: 361,132 млн км² (70,9 %)[8]

Длина береговой линии: 356 000 км

### Использование суши
Данные на 2011 год
- пашня — 10,43 %
- многолетние насаждения — 1,15 %
- другое — 88,42 %

Поливные земли:
3 096 621,45 км² (на 2011 год)

### Социально-экономическая география
15 ноября 2022 года население Земли достигло 8 миллиардов человек. Согласно оценкам ООН, население Земли достигнет 9,2 млрд в 2050 году. На 1 января 2018 года численность населения Земли достигла 7,5915 млрд человек. Ожидается, что основная доля роста населения придётся на развивающиеся страны. Средняя плотность населения на суше около 47 чел./км², в разных местах Земли сильно различается, причём наивысшей она является в Азии. По прогнозам, к 2030 году уровень урбанизации населения достигнет 60 %, тогда как сейчас он составляет 49 % в среднем по миру.
На 17 декабря 2017 года за пределами Земли побывало 553 человека, из них 12 были на Луне.
Карта основных географических объектов:

## Роль в культуре

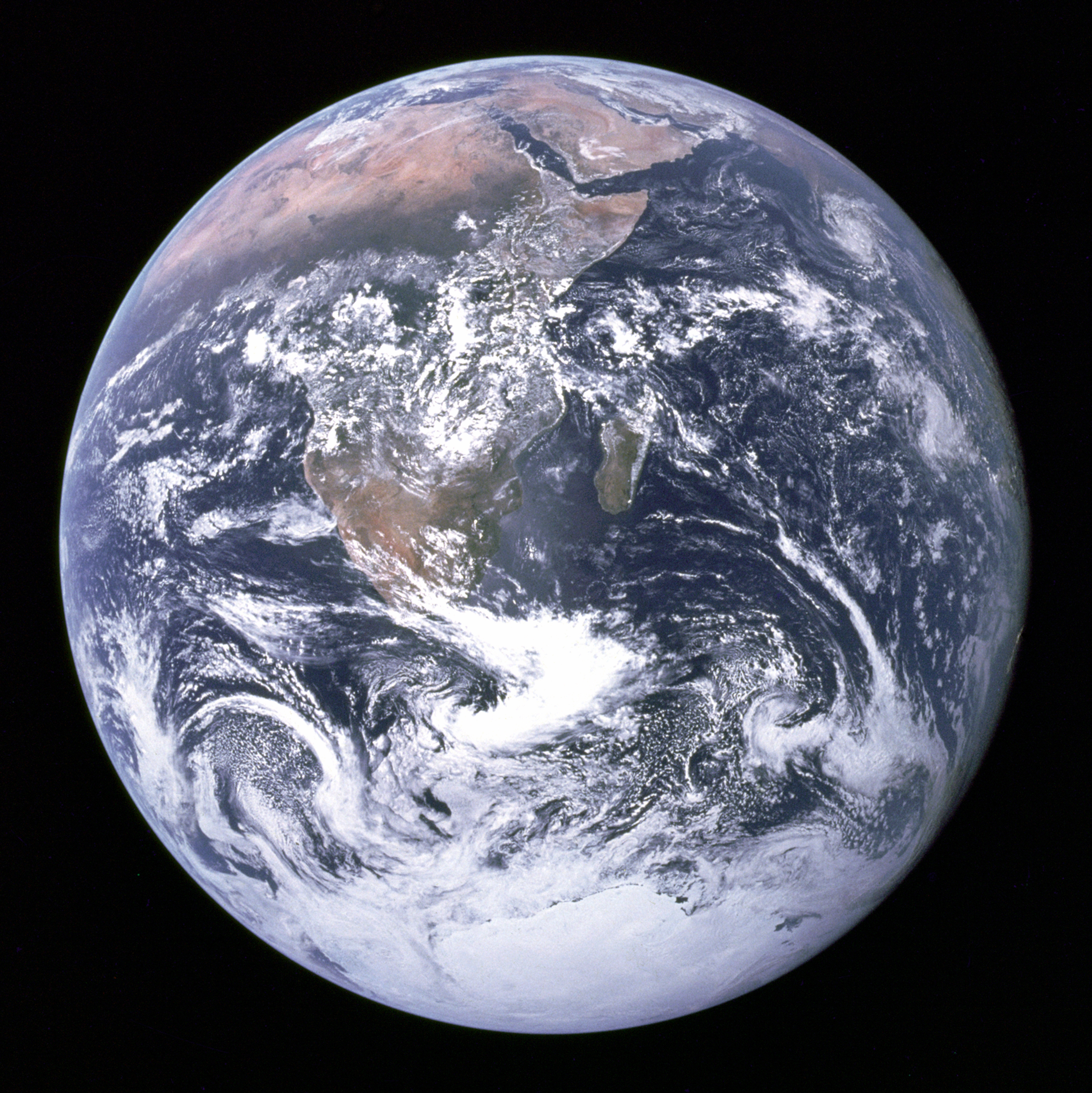
Фотография Земли с космического корабля Аполлон-17

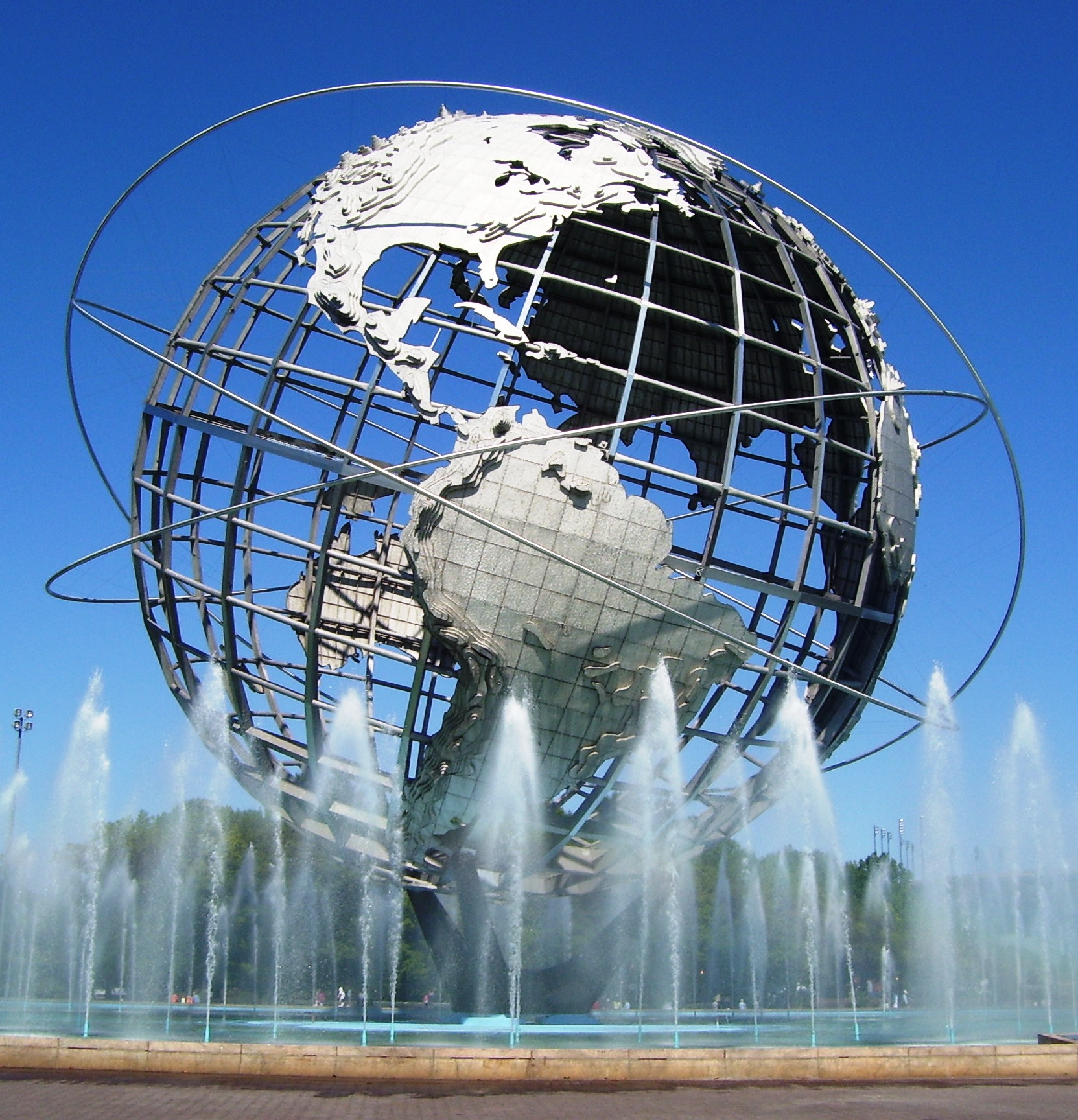
Стальной стилизованный глобус «Унисфера» высотой 43 метра в Нью-Йорке

Монумент «Глобус» высотой 13 метров в Пензе

Русское слово «земля» восходит к праслав. *zemja с тем же значением, которое, в свою очередь, продолжает пра-и.е. *dʰeĝʰōm «земля».
В английском языке Земля — Earth. Это слово продолжает древнеанглийское eorthe и среднеанглийское erthe. Как имя планеты Earth впервые было использовано около 1400 года. Это единственное название планеты, которое не было взято из греко-римской мифологии.
Стандартный астрономический знак Земли — крест, очерченный окружностью: . Этот символ использовался в различных культурах для разных целей. Другая версия символа — крест на вершине круга (), стилизованная держава; использовался в качестве раннего астрономического символа планеты Земля.
Во многих культурах Земля обожествляется. Она ассоциируется с богиней, богиней-матерью, называется Мать Земля, нередко изображается как богиня плодородия.
У ацтеков Земля называлась Тонанцин — «наша мать». У китайцев — это богиня Хоу-Ту (后土), похожая на греческую богиню Земли — Гею. В скандинавской мифологии богиня Земли Ёрд была матерью Тора и дочерью Аннара. В древнеегипетской мифологии, в отличие от многих других культур, Земля отождествляется с мужчиной — бог Геб, а небо с женщиной — богиня Нут.
Во многих религиях существуют мифы о возникновении мира, повествующие о сотворении Земли одним или несколькими божествами.
Во множестве античных культур Земля считалась плоской, так, в культуре Месопотамии мир представлялся в виде плоского диска, плавающего по поверхности океана. Предположения о сферической форме Земли были сделаны древнегреческими философами; такой точки зрения придерживался Пифагор. В Средневековье большинство европейцев считало, что Земля имеет форму шара, что было засвидетельствовано таким мыслителем, как Фома Аквинский. До появления космических полётов суждения о шарообразной форме Земли были основаны на наблюдении вторичных признаков и на аналогичной форме других планет.
Технический прогресс второй половины XX века изменил общее восприятие Земли. До начала космических полётов Земля часто изображалась как зелёный мир. Фантаст Фрэнк Пауль, возможно, первым изобразил безоблачную голубую планету (с чётко выделенной сушей) на обороте июльского выпуска журнала «Amazing Stories» в 1940 году.
В 1972 году экипажем Аполлона-17 была сделана знаменитая фотография Земли, получившая название «Blue Marble» («Голубой Мрамор»). Снимок Земли, сделанный в 1990 году  Вояджером-1 с огромного от неё расстояния, побудил Карла Сагана сравнить планету с бледной голубой точкой (Pale Blue Dot). Сравнивали Землю и с большим космическим кораблём с системой жизнеобеспечения, которую необходимо поддерживать. Биосферу Земли иногда рассматривали как один большой организм.

## Экология
В последние два века растущее движение в защиту окружающей среды проявляет обеспокоенность растущим влиянием деятельности человечества на природу Земли. Ключевыми задачами этого социально-политического движения являются защита природных ресурсов, ликвидация загрязнения. Защитники природы выступают за экологически рациональное использование ресурсов планеты и управление окружающей средой. Этого, по их мнению, можно добиться путём внесения изменений в государственную политику и изменением индивидуального отношения каждого человека. Это особенно касается крупномасштабного использования невозобновляемых ресурсов. Необходимость учёта влияния производства на окружающую среду налагает дополнительные затраты, что приводит к возникновению конфликта между коммерческими интересами и идеями природоохранных движений.

## Будущее

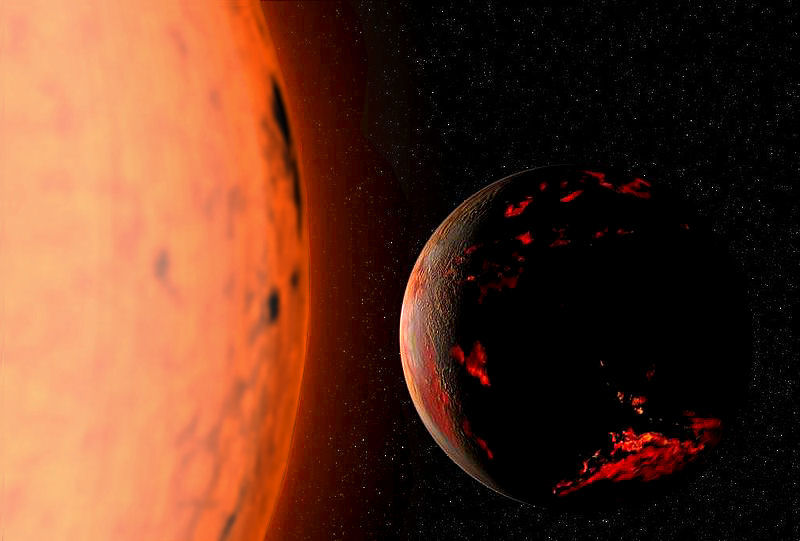
Выжженная Земля после перехода Солнца в фазу красного гиганта в представлении художника

Будущее планеты тесно связано с будущим Солнца. В результате накопления в ядре Солнца «отработанного» гелия светимость звезды начнёт медленно возрастать. Она увеличится на 10 % в течение следующих 1,1 млрд лет, и в результате этого обитаемая зона Солнечной системы сместится за пределы современной земной орбиты. Согласно некоторым климатическим моделям, увеличение количества солнечного излучения, падающего на поверхность Земли, приведёт к катастрофическим последствиям, включая возможность полного испарения всех океанов.
Повышение температуры поверхности Земли ускорит неорганическую циркуляцию CO2, уменьшив его концентрацию до смертельного для растений уровня (10 ppm для C4-фотосинтеза) за 500—900 млн лет. Исчезновение растительности приведёт к снижению содержания кислорода в атмосфере, и жизнь на Земле станет невозможной за несколько миллионов лет. Ещё через миллиард лет вода с поверхности планеты исчезнет полностью, а средние температуры поверхности достигнут 70 °С. Бо́льшая часть суши станет непригодна для существования жизни, и она в первую очередь должна остаться в океане. Но даже если бы Солнце было вечно и неизменно, то продолжающееся внутреннее охлаждение Земли могло бы привести к потере большей части атмосферы и океанов (из-за снижения вулканической активности). К тому времени единственными живыми существами на Земле останутся экстремофилы, организмы, способные выдерживать высокую температуру и недостаток воды.
Спустя 3,5 миллиарда лет от настоящего времени светимость Солнца увеличится на 40 % по сравнению с современным уровнем. Условия на поверхности Земли к тому времени будут схожи с поверхностными условиями современной Венеры: океаны полностью испарятся и улетучатся в космос, поверхность станет бесплодной раскалённой пустыней. Эта катастрофа сделает невозможным существование каких-либо форм жизни на Земле.
Через 7,05 млрд лет в солнечном ядре закончатся запасы водорода. Это приведёт к тому, что Солнце сойдёт с главной последовательности и перейдёт в стадию красного гиганта. Модель показывает, что оно увеличится в радиусе до величины, равной примерно 120 % нынешнего радиуса орбиты Земли (1,2 а. е.), а его светимость возрастёт в 2350—2730 раз. Однако к тому времени орбита Земли может увеличиться до 1,4 а. е., поскольку ослабнет притяжение Солнца из-за того, что оно потеряет 28—33 % своей массы вследствие усиления солнечного ветра. Однако исследования 2008 года показывают, что Земля, возможно, всё-таки будет поглощена Солнцем вследствие приливных взаимодействий с его внешней оболочкой.
К тому времени поверхность Земли будет расплавленной, поскольку температура на ней достигнет 1370 °С. Атмосфера Земли, вероятно, будет унесена в космическое пространство сильнейшим солнечным ветром, испускаемым красным гигантом. С поверхности Земли Солнце будет выглядеть как огромный красный круг с угловыми размерами ≈160°, занимая тем самым бо́льшую часть неба. Через 10 млн лет с того времени, как Солнце войдёт в фазу красного гиганта, температуры в солнечном ядре достигнут 100 млн K, произойдёт гелиевая вспышка, и начнётся термоядерная реакция синтеза углерода и кислорода из гелия, Солнце уменьшится в радиусе до 9,5 современных. Стадия «выжигания гелия» (Helium Burning Phase) продлится 100—110 миллионов лет, после чего повторится бурное расширение внешних оболочек звезды, и она снова станет красным гигантом. Выйдя на асимптотическую ветвь гигантов, Солнце увеличится в диаметре в 213 раз по сравнению с современным размером. Спустя 20 миллионов лет начнётся период нестабильных пульсаций поверхности звезды. Эта фаза существования Солнца будет сопровождаться мощными вспышками, временами его светимость будет превышать современный уровень в 5000 раз. Это будет происходить от того, что в термоядерную реакцию будут вступать ранее не затронутые остатки гелия.
Ещё через примерно 75 000 лет (по другим источникам — 400 000) Солнце сбросит оболочки, и в конечном итоге от красного гиганта останется лишь его маленькое центральное ядро — белый карлик, небольшой, горячий, но очень плотный объект, с массой около 54,1 % от первоначальной солнечной. Если Земля сможет избежать поглощения внешними оболочками Солнца во время фазы красного гиганта, то она будет существовать ещё многие миллиарды (и даже триллионы) лет, до тех пор пока будет существовать Вселенная, однако условий для повторного возникновения жизни (по крайней мере, в её нынешнем виде) на Земле не будет. Со вхождением Солнца в фазу белого карлика поверхность Земли постепенно остынет и погрузится во мрак. Если представить размеры Солнца с поверхности Земли будущего, то оно будет выглядеть не как диск, а как сияющая точка с угловыми размерами около 0°0’9".